# تاریخچه نتایج تیم ملی والیبال مردان ایران
این نوشتار دربارهٔ نتایج تیم ملی والیبال مردان ایران در تقابل‌های رو در رو با حریفان خود در رقابت‌های رسمی مختلف می‌باشد. رقابت‌های رسمی به مسابقاتی گفته می‌شود که تحت نظر اف‌آی‌وی‌بی در سطح جهانی یا ای‌وی‌سی در سطح آسیایی برگزار شده‌اند بنابراین نتایج دیدارهای تدارکاتی و تورنمنت‌های دوستانه به علت غیررسمی بودن لحاظ نمی‌گردند. در اینجا نتایج ایران در برابر رقبا به تفکیک کنفدراسیون‌های منطقه‌ای گردآوری شده است.

## تاریخچه
تیم ملی والیبال ایران ایران تاکنون در رقابت‌های جهانی شامل بازی‌های المپیک (و انتخابی آن)، قهرمانی جهان (و انتخابی آن)، جام جهانی، جام قهرمانان بزرگ جهان و لیگ ملت‌ها (لیگ جهانی سابق و انتخابی آن) و رقابت‌های آسیایی شامل قهرمانی آسیا، بازی‌های آسیایی و کاپ آسیا حضور داشته است، همچنین ایران در چند رویداد منطقه‌ای نظیر بازی‌های غرب آسیا، قهرمانی منطقه آسیای مرکزی و بازی‌های همبستگی اسلامی نیز شرکت کرده است و در این رقابت‌ها به مصاف رقبای مختلفی از ۵ کنفدراسیون والیبال قاره‌ای رفته است. البته والیبال ایران تاکنون در چندین تورنمنت دوستانه و غیررسمی نظیر جام واگنر لهستان، جام ریاست جمهوری قزاقستان و مسابقات چندجانبه نیز حضور داشته است و علاوه بر این در طول تاریخ فعالیت خود در دیدارهای دوستانه زیادی نیز به میدان رفته که به دلیل عدم رسمیت این مسابقات و نیز در دسترس نبودن اطلاعات کامل و جامع از نتایج آن‌ها از درج نتایج دیدارهای دوستانه در اینجا صرف نظر شده است.
این تیم‌ها در رویدادهای زیر به جای تیم ملی والیبال ایران در مسابقات حضور یافته‌اند اما تمامی نتایج رو در روی آن‌ها با حریفانشان به نام ایران به ثبت رسیده و بنابراین در این نوشتار نیز قید شده‌اند:
تیم ملی والیبال ب ایران:
والیبال قهرمانی آسیا ۲۰۱۵
والیبال کاپ آسیا ۲۰۱۲، ۲۰۱۴، ۲۰۱۶ و ۲۰۱۸
والیبال در بازی‌های همبستگی اسلامی ۲۰۱۳ و ۲۰۲۱
والیبال قهرمانی منطقه آسیای مرکزی ۲۰۱۰
تیم ملی والیبال زیر ۲۳ سال ایران:
والیبال قهرمانی آسیا ۲۰۱۷
تیم ملی والیبال زیر ۲۱ سال ایران:
والیبال در بازی‌های همبستگی اسلامی ۲۰۱۷
والیبال کاپ آسیا ۲۰۲۲
تیم ملی والیبال زیر ۱۸ سال ایران:
والیبال قهرمانی منطقه آسیای مرکزی ۲۰۲۲
والیبال قهرمانی منطقه آسیای مرکزی ۲۰۲۳
باشگاه والیبال گل‌گهر سیرجان:
والیبال قهرمانی منطقه آسیای مرکزی ۲۰۰۷
در ذیل نتایج دیدارهای رسمی ایران در برابر حریفان به تفکیک قاره‌ها درج شده‌اند.
آخرین به روز رسانی: ۱۹ تیر ۱۴۰۲

## والیبال بین‌المللی جام فجر
رقابت‌های سالانه بین‌المللی ورزشی با عنوان جام فجر در رشته‌های مختلف ورزشی از جمله والیبال در ایران برگزار شده یا همچنان می‌شود. اغلب آن‌ها فقط در بخش مردان برگزار می‌شد. بعدها در برخی رشته‌ها مسابقات زنان هم اضافه شد. به جز چند رشته ورزشی در بقیه رشته‌ها مسابقات بین‌المللی جام فجر برگزار نمی‌شود و به صورت ملی ادامه یافته است. در برخی رشته‌ها مانند تکواندو و بدمینتون و شطرنج و وزنه‌برداری و کشتی (جام تختی) این رقابت‌ها همچنان برگزار می‌شود ولی در فوتبال و والیبال (حداقل به صورت بین‌المللی) دیگر برگزار نمی‌شود. در برخی ورزش‌ها مانند دوومیدانی، شنا، پینگ پنگ، بوکس، جودو، والیبال نشسته، بسکتبال با ویلچر و سنگنوردی هم به صورت نامنظم برگزار شده است. اولین دوره جام فجر بین‌المللی والیبال در سال ۱۹۸۷ میلادی (۱۳۶۵ خورشیدی) برگزار شد. تیم‌های ملی بزرگسالان و جوانان ایران و تیم‌های هند، پاکستان، سوریه، قطر و تیم‌هایی از باشگاه‌های ایران، روسیه، شرق اروپا و کشورهای منطقه در این مسابقات شرکت می‌کردند. مسابقات بین‌المللی والیبال ساحلی هم از سال ۱۳۸۰ خورشیدی برگزار می‌شد.
آخرین دوره والیبال بین‌المللی فجر در سال ۱۳۷۹ برگزار شد و برخلاف جام واگنر و مسابقات مشابه ادامه نیافت. مسابقات والیبال بین‌المللی دهه فجر که از سال ۱۳۶۵ تا سال ۱۳۷۹ برگزار شد از جمله مسابقات ارزنده در تاریخ والیبال ایران است که به پیشرفت والیبال کشورمان سرعت بخشید و زمینه ای شد برای توجه باشگاه‌ها و تیمداری در والیبال داخلی. تا جایی که لیگ‌های برتر و دسته اول باشگاه‌های کشور به شکل نوین خود یعنی آن طور که در دنیا معمول بود، پی ریزی شد و سال به سال رونق یافت.

## آسیا
تیم ملی ایران تاکنون با رقبای زیادی از منطقه آسیا و اقیانوسیه رو به رو شده است. با این وجود رقبای اصلی ایران در این منطقه تیم‌های ژاپن، استرالیا، چین و کره‌جنوبی هستند.
یادداشت: از برخی نتایج رو در روی ایران در مقابل حریفان آسیایی‌اش اطلاعاتی وجود ندارد که با علامت "؟" نشان داده است.

### ازبکستان
| #                              | تیم   | نتیجه بازی | تیم      | عنوان مسابقات               |
| ------------------------------ | ----- | ---------- | -------- | --------------------------- |
| ۱                              | ایران | ۳–۰        | ازبکستان | انتخابی قهرمانی جهان ۲۰۰۶   |
| ۲                              | ایران | ۳–۰        | ازبکستان | لیگ ملت‌های آسیای مرکزی ۲۰۲۳ |
| برد ایران: ۲ / برد ازبکستان: ۰ |       |            |          |                             |

### استرالیا
| #                               | تیم   | نتیجه بازی | تیم      | عنوان مسابقات               |
| ------------------------------- | ----- | ---------- | -------- | --------------------------- |
| ۱                               | ایران | ۳–۱        | استرالیا | قهرمانی آسیا ۱۹۸۷           |
| ۲                               | ایران | ۳–۰        | استرالیا | قهرمانی آسیا ۱۹۸۹           |
| ۳                               | ایران | ۰–۳        | استرالیا | قهرمانی آسیا ۱۹۹۳           |
| ۴                               | ایران | ۳–۰        | استرالیا | قهرمانی آسیا ۱۹۹۳           |
| ۵                               | ایران | ۰–۳        | استرالیا | انتخابی قهرمانی جهان ۱۹۹۴   |
| ۶                               | ایران | ۳–۰        | استرالیا | قهرمانی آسیا ۱۹۹۵           |
| ۷                               | ایران | ۳–۲        | استرالیا | قهرمانی آسیا ۲۰۰۳           |
| ۸                               | ایران | ۳–۰        | استرالیا | انتخابی بازی‌های المپیک ۲۰۰۴ |
| ۹                               | ایران | ۳–۰        | استرالیا | انتخابی قهرمانی جهان ۲۰۰۶   |
| ۱۰                              | ایران | ۳–۱        | استرالیا | قهرمانی آسیا ۲۰۰۵           |
| ۱۱                              | ایران | ۲–۳        | استرالیا | قهرمانی آسیا ۲۰۰۷           |
| ۱۲                              | ایران | ۳–۰        | استرالیا | انتخابی بازی‌های المپیک ۲۰۰۸ |
| ۱۳                              | ایران | ۱–۳        | استرالیا | انتخابی بازی‌های المپیک ۲۰۱۲ |
| ۱۴                              | ایران | ۳–۱        | استرالیا | کاپ آسیا ۲۰۱۲               |
| ۱۵                              | ایران | ۳–۱        | استرالیا | کاپ آسیا ۲۰۱۴               |
| ۱۶                              | ایران | ۳–۱        | استرالیا | قهرمانی جهان ۲۰۱۴           |
| ۱۷                              | ایران | ۳–۱        | استرالیا | قهرمانی آسیا ۲۰۱۵           |
| ۱۸                              | ایران | ۰–۳        | استرالیا | جام جهانی ۲۰۱۵              |
| ۱۹                              | ایران | ۳–۰        | استرالیا | انتخابی بازی‌های المپیک ۲۰۱۶ |
| ۲۰                              | ایران | ۳–۱        | استرالیا | کاپ آسیا ۲۰۱۶               |
| ۲۱                              | ایران | ۳–۱        | استرالیا | قهرمانی آسیا ۲۰۱۷           |
| ۲۲                              | ایران | ۳–۲        | استرالیا | قهرمانی آسیا ۲۰۱۷           |
| ۲۳                              | ایران | ۳–۰        | استرالیا | لیگ ملت‌ها ۲۰۱۸              |
| ۲۴                              | ایران | ۳–۱        | استرالیا | کاپ آسیا ۲۰۱۸               |
| ۲۵                              | ایران | ۳–۰        | استرالیا | لیگ ملت‌ها ۲۰۱۹              |
| ۲۶                              | ایران | ۱–۳        | استرالیا | قهرمانی آسیا ۲۰۱۹           |
| ۲۷                              | ایران | ۳–۰        | استرالیا | قهرمانی آسیا ۲۰۱۹           |
| ۲۸                              | ایران | ۳–۱        | استرالیا | جام جهانی ۲۰۱۹              |
| ۲۹                              | ایران | ۲–۳        | استرالیا | لیگ ملت‌ها ۲۰۲۱              |
| ۳۰                              | ایران | ۳–۱        | استرالیا | لیگ ملت‌ها ۲۰۲۲              |
| برد ایران: ۲۳ / برد استرالیا: ۷ |       |            |          |                             |

### افغانستان
| #                               | تیم   | نتیجه بازی | تیم       | عنوان مسابقات            |
| ------------------------------- | ----- | ---------- | --------- | ------------------------ |
| ۱                               | ایران | ۳–۰        | افغانستان | قهرمانی آسیا ۲۰۱۱        |
| ۲                               | ایران | ۳–۰        | افغانستان | قهرمانی آسیای مرکزی ۲۰۲۲ |
| برد ایران: ۲ / برد افغانستان: ۰ |       |            |           |                          |

### امارات متحده عربی
| #                                       | تیم   | نتیجه بازی | تیم               | عنوان مسابقات     |
| --------------------------------------- | ----- | ---------- | ----------------- | ----------------- |
| ۱                                       | ایران | ۳–۰        | امارات متحدهٔ عربی | قهرمانی آسیا ۱۹۹۱ |
| برد ایران: ۱ / برد امارات متحده عربی: ۰ |       |            |                   |                   |

### اندونزی
| #                             | تیم   | نتیجه بازی | تیم     | عنوان مسابقات               |
| ----------------------------- | ----- | ---------- | ------- | --------------------------- |
| ۱                             | ایران | ۳–۲        | اندونزی | بازی‌های آسیایی ۱۹۶۶         |
| ۲                             | ایران | ۳–۰        | اندونزی | بازی‌های آسیایی ۱۹۷۰         |
| ۳                             | ایران | ۳–۱        | اندونزی | قهرمانی آسیا ۱۹۹۹           |
| ۴                             | ایران | ۳–۰        | اندونزی | قهرمانی آسیا ۲۰۰۷           |
| ۵                             | ایران | ۳–۰        | اندونزی | بازی‌های آسیایی ۲۰۱۰         |
| ۶                             | ایران | ۳–۰        | اندونزی | انتخابی قهرمانی جهان ۲۰۱۴   |
| ۷                             | ایران | ۳–۰        | اندونزی | بازی‌های همبستگی اسلامی ۲۰۱۳ |
| ۸                             | ایران | ۲–۳        | اندونزی | قهرمانی آسیا ۲۰۱۷           |
| برد ایران: ۷ / برد اندونزی: ۱ |       |            |         |                             |

### بحرین
| #                           | تیم   | نتیجه بازی | تیم   | عنوان مسابقات             |
| --------------------------- | ----- | ---------- | ----- | ------------------------- |
| ۱                           | ایران | ۳–۱        | بحرین | بازی‌های غرب آسیا ۲۰۰۵     |
| ۲                           | ایران | ۳–۱        | بحرین | بازی‌های آسیایی ۲۰۰۶       |
| ۳                           | ایران | ۳–۰        | بحرین | انتخابی قهرمانی جهان ۲۰۱۴ |
| ۴                           | ایران | ۱–۳        | بحرین | کاپ آسیا ۲۰۲۲             |
| ۵                           | ایران | ۳–۱        | بحرین | بازی‌های آسیایی ۲۰۲۲       |
| برد ایران: ۴ / برد بحرین: ۱ |       |            |       |                           |

### بنگلادش
| #                             | تیم   | نتیجه بازی | تیم     | عنوان مسابقات            |
| ----------------------------- | ----- | ---------- | ------- | ------------------------ |
| ۱                             | ایران | ۳–۰        | بنگلادش | قهرمانی آسیای مرکزی ۲۰۲۲ |
| برد ایران: ۱ / برد بنگلادش: ۰ |       |            |         |                          |

### پاکستان
| #                              | تیم   | نتیجه بازی | تیم     | عنوان مسابقات               |
| ------------------------------ | ----- | ---------- | ------- | --------------------------- |
| ۱                              | ایران | ۳–۰        | پاکستان | انتخابی بازی‌های المپیک ۱۹۶۴ |
| ۲                              | ایران | ۳–۱        | پاکستان | بازی‌های آسیایی ۱۹۷۰         |
| ۳                              | ایران | ۳–۰        | پاکستان | بازی‌های آسیایی ۱۹۷۴         |
| ۴                              | ایران | ۲–۳        | پاکستان | قهرمانی آسیا ۱۹۹۱           |
| ۵                              | ایران | ۳–۲        | پاکستان | قهرمانی آسیا ۱۹۹۱           |
| ۶                              | ایران | ۳–۲        | پاکستان | بازی‌های آسیایی ۱۹۹۴         |
| ۷                              | ایران | ۳–۲        | پاکستان | بازی‌های آسیایی ۱۹۹۴         |
| ۸                              | ایران | ۳–۰        | پاکستان | بازی‌های آسیایی ۱۹۹۴         |
| ۹                              | ایران | ۳–۲        | پاکستان | قهرمانی آسیا ۱۹۹۵           |
| ۱۰                             | ایران | ۳–۱        | پاکستان | قهرمانی آسیا ۱۹۹۷           |
| ۱۱                             | ایران | ۳–۱        | پاکستان | قهرمانی آسیا ۱۹۹۹           |
| ۱۲                             | ایران | ۳–۱        | پاکستان | بازی‌های همبستگی اسلامی ۲۰۰۵ |
| ۱۳                             | ایران | ۳–۰        | پاکستان | قهرمانی آسیای مرکزی ۲۰۰۷    |
| ۱۴                             | ایران | ۳–۱        | پاکستان | قهرمانی آسیا ۲۰۰۷           |
| ۱۵                             | ایران | ۳–۰        | پاکستان | انتخابی قهرمانی جهان ۲۰۱۰   |
| ۱۶                             | ایران | ۳–۰        | پاکستان | قهرمانی آسیای مرکزی ۲۰۱۰    |
| ۱۷                             | ایران | ۳–۰        | پاکستان | قهرمانی آسیا ۲۰۱۱           |
| ۱۸                             | ایران | ۳–۰        | پاکستان | انتخابی قهرمانی جهان ۲۰۱۴   |
| ۱۹                             | ایران | ۳–۰        | پاکستان | قهرمانی آسیا ۲۰۱۷           |
| ۲۰                             | ایران | ۳–۰        | پاکستان | بازی‌های آسیایی ۲۰۱۸         |
| ۲۱                             | ایران | ۳–۰        | پاکستان | قهرمانی آسیا ۲۰۲۱           |
| ۲۲                             | ایران | ۳–۱        | پاکستان | کاپ آسیا ۲۰۲۲               |
| ۲۳                             | ایران | ۳–۰        | پاکستان | بازی‌های همبستگی اسلامی ۲۰۲۱ |
| ۲۴                             | ایران | ۳–۰        | پاکستان | کاپ آسیا ۲۰۲۲               |
| ۲۵                             | ایران | ۰–۳        | پاکستان | قهرمانی آسیای مرکزی ۲۰۲۲    |
| ۲۶                             | ایران | ۱–۳        | پاکستان | قهرمانی آسیای مرکزی ۲۰۲۲    |
| ۲۷                             | ایران | ۳–۰        | پاکستان | قهرمانی آسیا ۲۰۲۳           |
| برد ایران: ۲۴ / برد پاکستان: ۳ |       |            |         |                             |

### تایلند
| #                             | تیم   | نتیجه بازی | تیم    | عنوان مسابقات               |
| ----------------------------- | ----- | ---------- | ------ | --------------------------- |
| ۱                             | ایران | ۳–۰        | تایلند | بازی‌های آسیایی ۱۹۶۶         |
| ۲                             | ایران | ۳–۱        | تایلند | بازی‌های آسیایی ۱۹۷۰         |
| ۳                             | ایران | ۳–۰        | تایلند | قهرمانی آسیا ۱۹۸۷           |
| ۴                             | ایران | ۳–۰        | تایلند | قهرمانی آسیا ۱۹۹۱           |
| ۵                             | ایران | ۳–۱        | تایلند | قهرمانی آسیا ۱۹۹۳           |
| ۶                             | ایران | ۲–۳        | تایلند | قهرمانی آسیا ۲۰۰۵           |
| ۷                             | ایران | ۳–۲        | تایلند | قهرمانی آسیا ۲۰۰۷           |
| ۸                             | ایران | ۳–۱        | تایلند | انتخابی بازی‌های المپیک ۲۰۰۸ |
| ۹                             | ایران | ۳–۰        | تایلند | کاپ آسیا ۲۰۰۸               |
| ۱۰                            | ایران | ۳–۰        | تایلند | بازی‌های آسیایی ۲۰۱۰         |
| ۱۱                            | ایران | ۳–۰        | تایلند | بازی‌های آسیایی ۲۰۱۰         |
| ۱۲                            | ایران | ۳–۲        | تایلند | کاپ آسیا ۲۰۱۴               |
| ۱۳                            | ایران | ۳–۰        | تایلند | قهرمانی آسیا ۲۰۱۵           |
| ۱۴                            | ایران | ۳–۱        | تایلند | کاپ آسیا ۲۰۱۶               |
| ۱۵                            | ایران | ۳–۰        | تایلند | قهرمانی آسیا ۲۰۲۱           |
| ۱۶                            | ایران | ۳–۱        | تایلند | کاپ آسیا ۲۰۲۲               |
| ۱۷                            | ایران | ۳–۰        | تایلند | بازی‌های آسیایی ۲۰۲۲         |
| برد ایران: ۱۶ / برد تایلند: ۱ |       |            |        |                             |

### ترکمنستان
| #                               | تیم   | نتیجه بازی | تیم       | عنوان مسابقات               |
| ------------------------------- | ----- | ---------- | --------- | --------------------------- |
| ۱                               | ایران | ۳–۰        | ترکمنستان | بازی‌های همبستگی اسلامی ۲۰۰۵ |
| ۲                               | ایران | ۳–۰        | ترکمنستان | قهرمانی آسیای مرکزی ۲۰۰۷    |
| ۳                               | ایران | ۳–۰        | ترکمنستان | بازی‌های آسیایی ۲۰۱۰         |
| ۴                               | ایران | ۲–۳        | ترکمنستان | لیگ ملت‌های آسیای مرکزی ۲۰۲۳ |
| برد ایران: ۳ / برد ترکمنستان: ۱ |       |            |           |                             |

### چین[۱۳]
دیدارهای ایران و چین در بازی‌های آسیایی ۱۹۶۶ و ۱۹۷۰ در اصل با تیم ملی والیبال جمهوری چین (تایوان یا چین‌تایپه کنونی) بوده که این نتایج در جدول رویارویی‌های دو تیم ایران و چین‌تایپه آورده شده است. نخستین رویارویی والیبال ایران و جمهوری خلق چین در سال ۱۹۷۴ رخ داده است.
| #                           | تیم   | نتیجه بازی | تیم | عنوان مسابقات               |
| --------------------------- | ----- | ---------- | --- | --------------------------- |
| ۱                           | ایران | ۱–۳        | چین | بازی‌های آسیایی ۱۹۷۴         |
| ۲                           | ایران | ۰–۳        | چین | قهرمانی آسیا ۱۹۸۷           |
| ۳                           | ایران | ۱–۳        | چین | قهرمانی آسیا ۱۹۸۹           |
| ۴                           | ایران | ۰–۳        | چین | قهرمانی آسیا ۱۹۹۱           |
| ۵                           | ایران | ۰–۳        | چین | قهرمانی آسیا ۱۹۹۳           |
| ۶                           | ایران | ۰–۳        | چین | انتخابی قهرمانی جهان ۱۹۹۴   |
| ۷                           | ایران | ۰–۳        | چین | قهرمانی آسیا ۱۹۹۵           |
| ۸                           | ایران | ۰–۳        | چین | انتخابی قهرمانی جهان ۱۹۹۸   |
| ۹                           | ایران | ۰–۳        | چین | قهرمانی آسیا ۲۰۰۱           |
| ۱۰                          | ایران | ۳–۲        | چین | بازی‌های آسیایی ۲۰۰۲         |
| ۱۱                          | ایران | ۱–۳        | چین | قهرمانی آسیا ۲۰۰۳           |
| ۱۲                          | ایران | ۱–۳        | چین | انتخابی بازی‌های المپیک ۲۰۰۴ |
| ۱۳                          | ایران | ۰–۳        | چین | قهرمانی آسیا ۲۰۰۷           |
| ۱۴                          | ایران | ۳–۲        | چین | کاپ آسیا ۲۰۰۸               |
| ۱۵                          | ایران | ۳–۲        | چین | قهرمانی آسیا ۲۰۰۹           |
| ۱۶                          | ایران | ۳–۲        | چین | کاپ آسیا ۲۰۱۰               |
| ۱۷                          | ایران | ۳–۰        | چین | کاپ آسیا ۲۰۱۰               |
| ۱۸                          | ایران | ۳–۰        | چین | بازی‌های آسیایی ۲۰۱۰         |
| ۱۹                          | ایران | ۱–۳        | چین | انتخابی لیگ جهانی ۲۰۱۲      |
| ۲۰                          | ایران | ۳–۱        | چین | قهرمانی آسیا ۲۰۱۱           |
| ۲۱                          | ایران | ۰–۳        | چین | جام جهانی ۲۰۱۱              |
| ۲۲                          | ایران | ۳–۲        | چین | انتخابی بازی‌های المپیک ۲۰۱۲ |
| ۲۳                          | ایران | ۳–۲        | چین | کاپ آسیا ۲۰۱۲               |
| ۲۴                          | ایران | ۱–۳        | چین | کاپ آسیا ۲۰۱۲               |
| ۲۵                          | ایران | ۳–۰        | چین | کاپ آسیا ۲۰۱۴               |
| ۲۶                          | ایران | ۳–۰        | چین | بازی‌های آسیایی ۲۰۱۴         |
| ۲۷                          | ایران | ۳–۲        | چین | قهرمانی آسیا ۲۰۱۵           |
| ۲۸                          | ایران | ۳–۲        | چین | انتخابی بازی‌های المپیک ۲۰۱۶ |
| ۲۹                          | ایران | ۳–۱        | چین | کاپ آسیا ۲۰۱۶               |
| ۳۰                          | ایران | ۰–۳        | چین | قهرمانی آسیا ۲۰۱۷           |
| ۳۱                          | ایران | ۳–۱        | چین | قهرمانی آسیا ۲۰۱۷           |
| ۳۲                          | ایران | ۳–۰        | چین | انتخابی قهرمانی جهان ۲۰۱۸   |
| ۳۳                          | ایران | ۳–۰        | چین | لیگ ملت‌ها ۲۰۱۸              |
| ۳۴                          | ایران | ۳–۰        | چین | بازی‌های آسیایی ۲۰۱۸         |
| ۳۵                          | ایران | ۳–۰        | چین | لیگ ملت‌ها ۲۰۱۹              |
| ۳۶                          | ایران | ۳–۰        | چین | قهرمانی آسیا ۲۰۱۹           |
| ۳۷                          | ایران | ۳–۰        | چین | انتخابی بازی‌های المپیک ۲۰۲۰ |
| ۳۸                          | ایران | ۳–۰        | چین | انتخابی بازی‌های المپیک ۲۰۲۰ |
| ۳۹                          | ایران | ۳–۱        | چین | قهرمانی آسیا ۲۰۲۱           |
| ۴۰                          | ایران | ۳–۱        | چین | لیگ ملت‌ها ۲۰۲۲              |
| ۴۱                          | ایران | ۱–۳        | چین | کاپ آسیا ۲۰۲۲               |
| ۴۲                          | ایران | ۳–۱        | چین | لیگ ملت‌ها ۲۰۲۳              |
| ۴۳                          | ایران | ۳–۰        | چین | قهرمانی آسیا ۲۰۲۳           |
| ۴۴                          | ایران | ۳–۱        | چین | بازی‌های آسیایی ۲۰۲۲         |
| ۴۵                          | ایران | ۳–۰        | چین | لیگ ملت‌ها ۲۰۲۵              |
| برد ایران: ۲۸ / برد چین: ۱۷ |       |            |     |                             |

### چین تایپه
| #                                                   | تیم   | نتیجه بازی | تیم        | عنوان مسابقات               |
| --------------------------------------------------- | ----- | ---------- | ---------- | --------------------------- |
| ۱                                                   | ایران | ۳–۲        | جمهوری چین | بازی‌های آسیایی ۱۹۶۶         |
| ۲                                                   | ایران | ۰–۳        | جمهوری چین | بازی‌های آسیایی ۱۹۷۰         |
| ۳                                                   | ایران | ۳–۰        | چین تایپه  | قهرمانی آسیا ۱۹۸۹           |
| ۴                                                   | ایران | ؟ –؟       | چین تایپه  | انتخابی قهرمانی جهان ۱۹۹۰   |
| ۵                                                   | ایران | ۰–۳        | چین تایپه  | قهرمانی آسیا ۱۹۹۱           |
| ۶                                                   | ایران | ۳–۰        | چین تایپه  | انتخابی قهرمانی جهان ۱۹۹۴   |
| ۷                                                   | ایران | ۲–۳        | چین تایپه  | قهرمانی آسیا ۱۹۹۷           |
| ۸                                                   | ایران | ۳–۲        | چین تایپه  | قهرمانی آسیا ۱۹۹۹           |
| ۹                                                   | ایران | ۳–۱        | چین تایپه  | قهرمانی آسیا ۲۰۰۱           |
| ۱۰                                                  | ایران | ۳–۲        | چین تایپه  | قهرمانی آسیا ۲۰۰۷           |
| ۱۱                                                  | ایران | ۳–۰        | چین تایپه  | کاپ آسیا ۲۰۰۸               |
| ۱۲                                                  | ایران | ۳–۱        | چین تایپه  | قهرمانی آسیا ۲۰۰۹           |
| ۱۳                                                  | ایران | ۳–۰        | چین تایپه  | کاپ آسیا ۲۰۱۰               |
| ۱۴                                                  | ایران | ۳–۰        | چین تایپه  | قهرمانی آسیا ۲۰۱۱           |
| ۱۵                                                  | ایران | ۳–۰        | چین تایپه  | قهرمانی آسیا ۲۰۱۵           |
| ۱۶                                                  | ایران | ۳–۰        | چین تایپه  | قهرمانی آسیا ۲۰۱۷           |
| ۱۷                                                  | ایران | ۳–۱        | چین تایپه  | کاپ آسیا ۲۰۱۸               |
| ۱۸                                                  | ایران | ۳–۰        | چین تایپه  | کاپ آسیا ۲۰۱۸               |
| ۱۹                                                  | ایران | ۳–۰        | چین تایپه  | قهرمانی آسیا ۲۰۱۹           |
| ۲۰                                                  | ایران | ۳–۰        | چین تایپه  | انتخابی بازی‌های المپیک ۲۰۲۰ |
| ۲۱                                                  | ایران | ۳–۰        | چین تایپه  | قهرمانی آسیا ۲۰۲۱           |
| برد ایران: ۱۷ / برد چین تایپه: ۳ / نتیجه نامعلوم: ۱ |       |            |            |                             |

### ژاپن[۱۵]
تورنمنت‌های رسمی
| #                            | تیم   | نتیجه بازی | تیم  | عنوان مسابقات               |
| ---------------------------- | ----- | ---------- | ---- | --------------------------- |
| ۱                            | ایران | ۰–۳        | ژاپن | بازی‌های آسیایی ۱۹۵۸         |
| ۲                            | ایران | ۰–۳        | ژاپن | بازی‌های آسیایی ۱۹۶۶         |
| ۳                            | ایران | ۰–۳        | ژاپن | بازی‌های آسیایی ۱۹۶۶         |
| ۴                            | ایران | ۰–۳        | ژاپن | بازی‌های آسیایی ۱۹۷۰         |
| ۵                            | ایران | ۰–۳        | ژاپن | بازی‌های آسیایی ۱۹۷۴         |
| ۶                            | ایران | ۰–۳        | ژاپن | قهرمانی آسیا ۱۹۹۳           |
| ۷                            | ایران | ۰–۳        | ژاپن | انتخابی قهرمانی جهان ۱۹۹۴   |
| ۸                            | ایران | ۰–۳        | ژاپن | قهرمانی آسیا ۱۹۹۵           |
| ۹                            | ایران | ۰–۳        | ژاپن | قهرمانی آسیا ۱۹۹۷           |
| ۱۰                           | ایران | ۱–۳        | ژاپن | قهرمانی آسیا ۱۹۹۹           |
| ۱۱                           | ایران | ۲–۳        | ژاپن | قهرمانی آسیا ۲۰۰۱           |
| ۱۲                           | ایران | ۳–۱        | ژاپن | قهرمانی آسیا ۲۰۰۳           |
| ۱۳                           | ایران | ۳–۲        | ژاپن | انتخابی بازی‌های المپیک ۲۰۰۴ |
| ۱۴                           | ایران | ۳–۲        | ژاپن | قهرمانی آسیا ۲۰۰۵           |
| ۱۵                           | ایران | ۲–۳        | ژاپن | بازی‌های آسیایی ۲۰۰۶         |
| ۱۶                           | ایران | ۰–۳        | ژاپن | قهرمانی آسیا ۲۰۰۷           |
| ۱۷                           | ایران | ۱–۳        | ژاپن | انتخابی بازی‌های المپیک ۲۰۰۸ |
| ۱۸                           | ایران | ۳–۱        | ژاپن | کاپ آسیا ۲۰۰۸               |
| ۱۹                           | ایران | ۱–۳        | ژاپن | انتخابی قهرمانی جهان ۲۰۱۰   |
| ۲۰                           | ایران | ۱–۳        | ژاپن | قهرمانی آسیا ۲۰۰۹           |
| ۲۱                           | ایران | ۲–۳        | ژاپن | جام قهرمانان بزرگ جهان ۲۰۰۹ |
| ۲۲                           | ایران | ۳–۰        | ژاپن | کاپ آسیا ۲۰۱۰               |
| ۲۳                           | ایران | ۳–۱        | ژاپن | قهرمانی جهان ۲۰۱۰           |
| ۲۴                           | ایران | ۱–۳        | ژاپن | بازی‌های آسیایی ۲۰۱۰         |
| ۲۵                           | ایران | ۳–۰        | ژاپن | قهرمانی آسیا ۲۰۱۱           |
| ۲۶                           | ایران | ۳–۱        | ژاپن | جام جهانی ۲۰۱۱              |
| ۲۷                           | ایران | ۳–۰        | ژاپن | انتخابی بازی‌های المپیک ۲۰۱۲ |
| ۲۸                           | ایران | ۳–۰        | ژاپن | انتخابی لیگ جهانی ۲۰۱۳      |
| ۲۹                           | ایران | ۳–۰        | ژاپن | انتخابی لیگ جهانی ۲۰۱۳      |
| ۳۰                           | ایران | ۳–۰        | ژاپن | قهرمانی آسیا ۲۰۱۳           |
| ۳۱                           | ایران | ۳–۰        | ژاپن | جام قهرمانان بزرگ جهان ۲۰۱۳ |
| ۳۲                           | ایران | ۳–۰        | ژاپن | کاپ آسیا ۲۰۱۴               |
| ۳۳                           | ایران | ۳–۱        | ژاپن | بازی‌های آسیایی ۲۰۱۴         |
| ۳۴                           | ایران | ۱–۳        | ژاپن | قهرمانی آسیا ۲۰۱۵           |
| ۳۵                           | ایران | ۳–۲        | ژاپن | جام جهانی ۲۰۱۵              |
| ۳۶                           | ایران | ۳–۱        | ژاپن | انتخابی بازی‌های المپیک ۲۰۱۶ |
| ۳۷                           | ایران | ۳–۰        | ژاپن | کاپ آسیا ۲۰۱۶               |
| ۳۸                           | ایران | ۳–۲        | ژاپن | کاپ آسیا ۲۰۱۶               |
| ۳۹                           | ایران | ۳–۱        | ژاپن | جام قهرمانان بزرگ جهان ۲۰۱۷ |
| ۴۰                           | ایران | ۱–۳        | ژاپن | لیگ ملت‌ها ۲۰۱۸              |
| ۴۱                           | ایران | ۳–۰        | ژاپن | لیگ ملت‌ها ۲۰۱۹              |
| ۴۲                           | ایران | ۱–۳        | ژاپن | جام جهانی ۲۰۱۹              |
| ۴۳                           | ایران | ۰–۳        | ژاپن | لیگ ملت‌ها ۲۰۲۱              |
| ۴۴                           | ایران | ۲–۳        | ژاپن | بازی‌های المپیک ۲۰۲۰         |
| ۴۵                           | ایران | ۳–۰        | ژاپن | قهرمانی آسیا ۲۰۲۱           |
| ۴۶                           | ایران | ۰–۳        | ژاپن | لیگ ملت‌ها ۲۰۲۲              |
| ۴۷                           | ایران | ۰–۳        | ژاپن | لیگ ملت‌ها ۲۰۲۳              |
| ۴۸                           | ایران | ۰–۳        | ژاپن | قهرمانی آسیا ۲۰۲۳           |
| ۴۹                           | ایران | ۰–۳        | ژاپن | لیگ ملت‌ها ۲۰۲۴              |
| برد ایران: ۲۲ / برد ژاپن: ۲۷ |       |            |      |                             |

تورنمنت‌های غیررسمی

ایران ۰–۳ ژاپن / جام واگنر ۲۰۱۵

### سری‌لانکا
| #                              | تیم   | نتیجه بازی | تیم      | عنوان مسابقات                  |
| ------------------------------ | ----- | ---------- | -------- | ------------------------------ |
| ۱                              | ایران | ۳–۰        | سیلان    | بازی‌های آسیایی ۱۹۶۶            |
| ۲                              | ایران | ۳–۰        | سری‌لانکا | قهرمانی آسیا ۱۹۹۳              |
| ۳                              | ایران | ۳–۰        | سری‌لانکا | قهرمانی منطقه آسیای مرکزی ۲۰۰۷ |
| ۴                              | ایران | ۳–۱        | سری‌لانکا | قهرمانی آسیا ۲۰۰۹              |
| ۵                              | ایران | ۳–۰        | سری‌لانکا | قهرمانی آسیا ۲۰۱۱              |
| ۶                              | ایران | ۳–۰        | سری‌لانکا | قهرمانی آسیا ۲۰۱۹              |
| ۷                              | ایران | ۳–۰        | سری‌لانکا | قهرمانی منطقه آسیای مرکزی ۲۰۲۲ |
| برد ایران: ۷ / برد سری‌لانکا: ۰ |       |            |          |                                |

### سنگاپور
| #                             | تیم   | نتیجه بازی | تیم     | عنوان مسابقات     |
| ----------------------------- | ----- | ---------- | ------- | ----------------- |
| ۱                             | ایران | ۳–۰        | سنگاپور | قهرمانی آسیا ۱۹۷۹ |
| برد ایران: ۱ / برد سنگاپور: ۰ |       |            |         |                   |

### عراق
| #                          | تیم   | نتیجه بازی | تیم  | عنوان مسابقات               |
| -------------------------- | ----- | ---------- | ---- | --------------------------- |
| ۱                          | ایران | ۲–۳        | عراق | قهرمانی آسیا ۱۹۷۹           |
| ۲                          | ایران | ۱–۳        | عراق | قهرمانی آسیا ۱۹۸۷           |
| ۳                          | ایران | ۱–۳        | عراق | قهرمانی آسیا ۱۹۸۹           |
| ۴                          | ایران | ۰–۳        | عراق | قهرمانی آسیا ۱۹۸۹           |
| ۵                          | ایران | ۳–۰        | عراق | بازی‌های همبستگی اسلامی ۲۰۰۵ |
| ۶                          | ایران | ۳–۰        | عراق | قهرمانی آسیا ۲۰۱۳           |
| ۷                          | ایران | ۳–۰        | عراق | قهرمانی آسیا ۲۰۱۷           |
| ۸                          | ایران | ۳–۱        | عراق | قهرمانی آسیا ۲۰۲۳           |
| برد ایران: ۴ / برد عراق: ۴ |       |            |      |                             |

### عربستان سعودی
| #                                   | تیم   | نتیجه بازی | تیم           | عنوان مسابقات               |
| ----------------------------------- | ----- | ---------- | ------------- | --------------------------- |
| ۱                                   | ایران | ۳–۱        | عربستان سعودی | قهرمانی آسیا ۲۰۰۱           |
| ۲                                   | ایران | ۳–۰        | عربستان سعودی | بازی‌های همبستگی اسلامی ۲۰۰۵ |
| ۳                                   | ایران | ۳–۰        | عربستان سعودی | بازی‌های آسیایی ۲۰۱۰         |
| ۴                                   | ایران | ۳–۰        | عربستان سعودی | بازی‌های همبستگی اسلامی ۲۰۱۷ |
| برد ایران: ۴ / برد عربستان سعودی: ۰ |       |            |               |                             |

### عمان
| #                          | تیم   | نتیجه بازی | تیم  | عنوان مسابقات             |
| -------------------------- | ----- | ---------- | ---- | ------------------------- |
| ۱                          | ایران | ۳–۰        | عمان | بازی‌های غرب آسیا ۲۰۰۵     |
| ۲                          | ایران | ۳–۰        | عمان | انتخابی قهرمانی جهان ۲۰۱۰ |
| برد ایران: ۲ / برد عمان: ۰ |       |            |      |                           |

### فلسطین
| #                            | تیم   | نتیجه بازی | تیم    | عنوان مسابقات               |
| ---------------------------- | ----- | ---------- | ------ | --------------------------- |
| ۱                            | ایران | ۳–۰        | فلسطین | بازی‌های همبستگی اسلامی ۲۰۰۵ |
| برد ایران: ۱ / برد فلسطین: ۰ |       |            |        |                             |

### فیلیپین
| #                             | تیم   | نتیجه بازی | تیم     | عنوان مسابقات               |
| ----------------------------- | ----- | ---------- | ------- | --------------------------- |
| ۱                             | ایران | ۳–۲        | فیلیپین | بازی‌های آسیایی ۱۹۵۸         |
| ۲                             | ایران | ۳–۰        | فیلیپین | انتخابی بازی‌های المپیک ۱۹۶۴ |
| ۳                             | ایران | ۳–؟        | فیلیپین | قهرمانی آسیا ۱۹۹۵           |
| برد ایران: ۳ / برد فیلیپین: ۰ |       |            |         |                             |

### قرقیزستان
| #                               | تیم   | نتیجه بازی | تیم       | عنوان مسابقات               |
| ------------------------------- | ----- | ---------- | --------- | --------------------------- |
| ۱                               | ایران | ۳–۱        | قرقیزستان | لیگ ملت‌های آسیای مرکزی ۲۰۲۳ |
| برد ایران: ۱ / برد قرقیزستان: ۰ |       |            |           |                             |

### قزاقستان
| #                              | تیم   | نتیجه بازی | تیم      | عنوان مسابقات                  |
| ------------------------------ | ----- | ---------- | -------- | ------------------------------ |
| ۱                              | ایران | ۰–۳        | قزاقستان | بازی‌های آسیایی ۱۹۹۴            |
| ۲                              | ایران | ۰–۳        | قزاقستان | بازی‌های آسیایی ۱۹۹۴            |
| ۳                              | ایران | ۱–۳        | قزاقستان | بازی‌های آسیایی ۱۹۹۴            |
| ۴                              | ایران | ۳–۱        | قزاقستان | انتخابی قهرمانی جهان ۱۹۹۸      |
| ۵                              | ایران | ۲–۳        | قزاقستان | قهرمانی منطقه آسیای مرکزی ۲۰۰۷ |
| ۶                              | ایران | ۳–۱        | قزاقستان | انتخابی قهرمانی جهان ۲۰۱۰      |
| ۷                              | ایران | ۳–۱        | قزاقستان | قهرمانی آسیا ۲۰۰۹              |
| ۸                              | ایران | ۳–۰        | قزاقستان | قهرمانی منطقه آسیای مرکزی ۲۰۱۰ |
| ۹                              | ایران | ۳–۰        | قزاقستان | قهرمانی آسیا ۲۰۱۳              |
| ۱۰                             | ایران | ۱–۳        | قزاقستان | کاپ آسیا ۲۰۱۴                  |
| ۱۱                             | ایران | ۳–۰        | قزاقستان | قهرمانی آسیا ۲۰۱۵              |
| ۱۲                             | ایران | ۳–۰        | قزاقستان | انتخابی قهرمانی جهان ۲۰۱۸      |
| ۱۳                             | ایران | ۳–۰        | قزاقستان | انتخابی بازی‌های المپیک ۲۰۲۰    |
| برد ایران: ۸ / برد قزاقستان: ۵ |       |            |          |                                |

### قطر
| #                          | تیم   | نتیجه بازی | تیم | عنوان مسابقات               |
| -------------------------- | ----- | ---------- | --- | --------------------------- |
| ۱                          | ایران | ۳–۰        | قطر | قهرمانی آسیا ۱۹۸۹           |
| ۲                          | ایران | ۳–۱        | قطر | قهرمانی آسیا ۱۹۹۷           |
| ۳                          | ایران | ۳–۰        | قطر | قهرمانی آسیا ۱۹۹۹           |
| ۴                          | ایران | ۳–۰        | قطر | بازی‌های آسیایی ۲۰۰۲         |
| ۵                          | ایران | ۳–۰        | قطر | قهرمانی آسیا ۲۰۰۳           |
| ۶                          | ایران | ۳–۰        | قطر | انتخابی قهرمانی جهان ۲۰۰۶   |
| ۷                          | ایران | ۳–۱        | قطر | قهرمانی آسیا ۲۰۰۵           |
| ۸                          | ایران | ۲–۳        | قطر | بازی‌های غرب آسیا ۲۰۰۵       |
| ۹                          | ایران | ۳–۱        | قطر | بازی‌های آسیایی ۲۰۱۰         |
| ۱۰                         | ایران | ۳–۰        | قطر | بازی‌های همبستگی اسلامی ۲۰۱۳ |
| ۱۱                         | ایران | ۳–۰        | قطر | بازی‌های آسیایی ۲۰۱۴         |
| ۱۲                         | ایران | ۳–۰        | قطر | بازی‌های همبستگی اسلامی ۲۰۱۷ |
| ۱۳                         | ایران | ۳–۰        | قطر | انتخابی قهرمانی جهان ۲۰۱۸   |
| ۱۴                         | ایران | ۲–۳        | قطر | کاپ آسیا ۲۰۱۸               |
| ۱۵                         | ایران | ۳–۰        | قطر | بازی‌های آسیایی ۲۰۱۸         |
| ۱۶                         | ایران | ۳–۰        | قطر | قهرمانی آسیا ۲۰۱۹           |
| ۱۷                         | ایران | ۳–۰        | قطر | بازی‌های همبستگی اسلامی ۲۰۲۱ |
| ۱۸                         | ایران | ۳–۰        | قطر | بازی‌های آسیایی ۲۰۲۲         |
| ۱۹                         | ایران | ۳–۱        | قطر | انتخابی بازی‌های المپیک ۲۰۲۴ |
| برد ایران: ۱۷ / برد قطر: ۲ |       |            |     |                             |

### کامبوج
| #                            | تیم   | نتیجه بازی | تیم        | عنوان مسابقات       |
| ---------------------------- | ----- | ---------- | ---------- | ------------------- |
| ۱                            | ایران | ۲–۳        | جمهوری خمر | بازی‌های آسیایی ۱۹۷۰ |
| برد ایران: ۰ / برد کامبوج: ۱ |       |            |            |                     |

### کره‌جنوبی[۱۷]
| #                                 | تیم   | نتیجه بازی | تیم       | عنوان مسابقات               |
| --------------------------------- | ----- | ---------- | --------- | --------------------------- |
| ۱                                 | ایران | ۰–۳        | کرهٔ جنوبی | انتخابی بازی‌های المپیک ۱۹۶۴ |
| ۲                                 | ایران | ۱–۳        | کرهٔ جنوبی | بازی‌های آسیایی ۱۹۶۶         |
| ۳                                 | ایران | ۰–۳        | کرهٔ جنوبی | بازی‌های آسیایی ۱۹۷۰         |
| ۴                                 | ایران | ۰–۳        | کرهٔ جنوبی | بازی‌های آسیایی ۱۹۷۴         |
| ۵                                 | ایران | ۰–۳        | کرهٔ جنوبی | قهرمانی آسیا ۱۹۷۹           |
| ۶                                 | ایران | ۰–۳        | کرهٔ جنوبی | قهرمانی آسیا ۱۹۸۹           |
| ۷                                 | ایران | ۰–۳        | کرهٔ جنوبی | قهرمانی آسیا ۱۹۹۱           |
| ۸                                 | ایران | ۰–۳        | کرهٔ جنوبی | جام جهانی ۱۹۹۱              |
| ۹                                 | ایران | ۰–۳        | کرهٔ جنوبی | بازی‌های آسیایی ۱۹۹۴         |
| ۱۰                                | ایران | ۰–۳        | کرهٔ جنوبی | قهرمانی آسیا ۱۹۹۵           |
| ۱۱                                | ایران | ۰–۳        | کرهٔ جنوبی | قهرمانی آسیا ۱۹۹۷           |
| ۱۲                                | ایران | ۰–۳        | کرهٔ جنوبی | قهرمانی آسیا ۱۹۹۹           |
| ۱۳                                | ایران | ۰–۳        | کرهٔ جنوبی | بازی‌های آسیایی ۲۰۰۲         |
| ۱۴                                | ایران | ۰–۳        | کرهٔ جنوبی | بازی‌های آسیایی ۲۰۰۲         |
| ۱۵                                | ایران | ۰–۳        | کرهٔ جنوبی | قهرمانی آسیا ۲۰۰۳           |
| ۱۶                                | ایران | ۳–۰        | کرهٔ جنوبی | انتخابی بازی‌های المپیک ۲۰۰۴ |
| ۱۷                                | ایران | ۱–۳        | کرهٔ جنوبی | قهرمانی آسیا ۲۰۰۵           |
| ۱۸                                | ایران | ۱–۳        | کرهٔ جنوبی | بازی‌های آسیایی ۲۰۰۶         |
| ۱۹                                | ایران | ۰–۳        | کرهٔ جنوبی | قهرمانی آسیا ۲۰۰۷           |
| ۲۰                                | ایران | ۱–۳        | کرهٔ جنوبی | انتخابی بازی‌های المپیک ۲۰۰۸ |
| ۲۱                                | ایران | ۱–۳        | کرهٔ جنوبی | کاپ آسیا ۲۰۰۸               |
| ۲۲                                | ایران | ۳–۲        | کرهٔ جنوبی | کاپ آسیا ۲۰۰۸               |
| ۲۳                                | ایران | ۳–۲        | کرهٔ جنوبی | انتخابی قهرمانی جهان ۲۰۱۰   |
| ۲۴                                | ایران | ۳–۲        | کرهٔ جنوبی | قهرمانی آسیا ۲۰۰۹           |
| ۲۵                                | ایران | ۳–۱        | کرهٔ جنوبی | قهرمانی آسیا ۲۰۱۱           |
| ۲۶                                | ایران | ۳–۰        | کرهٔ جنوبی | انتخابی بازی‌های المپیک ۲۰۱۲ |
| ۲۷                                | ایران | ۳–۱        | کرهٔ جنوبی | قهرمانی آسیا ۲۰۱۳           |
| ۲۸                                | ایران | ۳–۰        | کرهٔ جنوبی | قهرمانی آسیا ۲۰۱۳           |
| ۲۹                                | ایران | ۳–۱        | کرهٔ جنوبی | بازی‌های آسیایی ۲۰۱۴         |
| ۳۰                                | ایران | ۱–۳        | کرهٔ جنوبی | قهرمانی آسیا ۲۰۱۵           |
| ۳۱                                | ایران | ۳–۰        | کرهٔ جنوبی | کاپ آسیا ۲۰۱۶               |
| ۳۲                                | ایران | ۳–۰        | کرهٔ جنوبی | انتخابی قهرمانی جهان ۲۰۱۸   |
| ۳۳                                | ایران | ۳–۱        | کرهٔ جنوبی | لیگ ملت‌ها ۲۰۱۸              |
| ۳۴                                | ایران | ۳–۰        | کرهٔ جنوبی | بازی‌های آسیایی ۲۰۱۸         |
| ۳۵                                | ایران | ۳–۱        | کرهٔ جنوبی | قهرمانی آسیا ۲۰۱۹           |
| ۳۶                                | ایران | ۳–۲        | کرهٔ جنوبی | انتخابی بازی‌های المپیک ۲۰۲۰ |
| ۳۷                                | ایران | ۳–۰        | کرهٔ جنوبی | قهرمانی آسیا ۲۰۲۱           |
| برد ایران: ۱۶ / برد کره جنوبی: ۲۱ |       |            |           |                             |

### کره شمالی
| #                               | تیم   | نتیجه بازی | تیم       | عنوان مسابقات               |
| ------------------------------- | ----- | ---------- | --------- | --------------------------- |
| ۱                               | ایران | ۰–۳        | کرهٔ شمالی | انتخابی بازی‌های المپیک ۱۹۶۴ |
| برد ایران: ۰ / برد کره شمالی: ۱ |       |            |           |                             |

### کویت
| #                          | تیم   | نتیجه بازی | تیم  | عنوان مسابقات               |
| -------------------------- | ----- | ---------- | ---- | --------------------------- |
| ۱                          | ایران | ۳–۰        | کویت | بازی‌های آسیایی ۱۹۷۴         |
| ۲                          | ایران | ۳–۱        | کویت | قهرمانی آسیا ۱۹۷۹           |
| ۳                          | ایران | ۳–؟        | کویت | قهرمانی آسیا ۱۹۹۵           |
| ۴                          | ایران | ۳–۰        | کویت | بازی‌های غرب آسیا ۲۰۰۵       |
| ۵                          | ایران | ۳–۰        | کویت | بازی‌های همبستگی اسلامی ۲۰۱۳ |
| ۶                          | ایران | ۳–۰        | کویت | قهرمانی آسیا ۲۰۱۳           |
| ۷                          | ایران | ۳–۰        | کویت | بازی‌های آسیایی ۲۰۱۴         |
| ۸                          | ایران | ۳–۰        | کویت | قهرمانی آسیا ۲۰۱۵           |
| برد ایران: ۸ / برد کویت: ۰ |       |            |      |                             |

### لبنان
| #                           | تیم   | نتیجه بازی | تیم   | عنوان مسابقات     |
| --------------------------- | ----- | ---------- | ----- | ----------------- |
| ۱                           | ایران | ۳–۰        | لبنان | قهرمانی آسیا ۲۰۱۳ |
| برد ایران: ۱ / برد لبنان: ۰ |       |            |       |                   |

### ماکائو
| #                            | تیم   | نتیجه بازی | تیم    | عنوان مسابقات       |
| ---------------------------- | ----- | ---------- | ------ | ------------------- |
| ۱                            | ایران | ۳–۰        | ماکائو | بازی‌های آسیایی ۲۰۰۲ |
| برد ایران: ۱ / برد ماکائو: ۰ |       |            |        |                     |

### مالدیو
| #                            | تیم   | نتیجه بازی | تیم    | عنوان مسابقات                  |
| ---------------------------- | ----- | ---------- | ------ | ------------------------------ |
| ۱                            | ایران | ۳–۰        | مالدیو | قهرمانی منطقه آسیای مرکزی ۲۰۰۷ |
| ۲                            | ایران | ۳–۰        | مالدیو | بازی‌های آسیایی ۲۰۱۴            |
| برد ایران: ۲ / برد مالدیو: ۰ |       |            |        |                                |

### مغولستان
| #                              | تیم   | نتیجه بازی | تیم      | عنوان مسابقات               |
| ------------------------------ | ----- | ---------- | -------- | --------------------------- |
| ۱                              | ایران | ۳–۰        | مغولستان | بازی‌های آسیایی ۱۹۹۴         |
| ۲                              | ایران | ۳–۰        | مغولستان | بازی‌های آسیایی ۱۹۹۴         |
| ۳                              | ایران | ۳–۰        | مغولستان | بازی‌های آسیایی ۲۰۱۰         |
| ۴                              | ایران | ۳–۰        | مغولستان | بازی‌های آسیایی ۲۰۱۸         |
| ۵                              | ایران | ۳–۰        | مغولستان | لیگ ملت‌های آسیای مرکزی ۲۰۲۳ |
| برد ایران: ۵ / برد مغولستان: ۰ |       |            |          |                             |

### میانمار
| #                             | تیم   | نتیجه بازی | تیم  | عنوان مسابقات |
| ----------------------------- | ----- | ---------- | ---- | ------------- |
| ۱                             | ایران | ۳–۰        | برمه | کاپ آسیا ۲۰۱۲ |
| برد ایران: ۱ / برد میانمار: ۰ |       |            |      |               |

### نپال
| #                          | تیم   | نتیجه بازی | تیم  | عنوان مسابقات               |
| -------------------------- | ----- | ---------- | ---- | --------------------------- |
| ۱                          | ایران | ۳–۰        | نپال | لیگ ملت‌های آسیای مرکزی ۲۰۲۳ |
| ۲                          | ایران | ۳–۰        | نپال | بازی‌های آسیایی ۲۰۲۲         |
| برد ایران: ۲ / برد نپال: ۰ |       |            |      |                             |

### نیوزیلند
| #                              | تیم   | نتیجه بازی | تیم      | عنوان مسابقات     |
| ------------------------------ | ----- | ---------- | -------- | ----------------- |
| ۱                              | ایران | ۳–؟        | نیوزیلند | قهرمانی آسیا ۱۹۸۷ |
| ۲                              | ایران | ۳–۱        | نیوزیلند | قهرمانی آسیا ۱۹۹۳ |
| ۳                              | ایران | ۳–۱        | نیوزیلند | قهرمانی آسیا ۲۰۰۳ |
| برد ایران: ۳ / برد نیوزیلند: ۰ |       |            |          |                   |

### ویتنام
| #                            | تیم   | نتیجه بازی | تیم    | عنوان مسابقات     |
| ---------------------------- | ----- | ---------- | ------ | ----------------- |
| ۱                            | ایران | ۳–۱        | ویتنام | قهرمانی آسیا ۲۰۰۷ |
| ۲                            | ایران | ۳–۰        | ویتنام | قهرمانی آسیا ۲۰۰۹ |
| ۳                            | ایران | ۳–۰        | ویتنام | کاپ آسیا ۲۰۱۸     |
| برد ایران: ۳ / برد ویتنام: ۰ |       |            |        |                   |

### هند
| #                          | تیم   | نتیجه بازی | تیم | عنوان مسابقات               |
| -------------------------- | ----- | ---------- | --- | --------------------------- |
| ۱                          | ایران | ۳–۱        | هند | بازی‌های آسیایی ۱۹۵۸         |
| ۲                          | ایران | ۲–۳        | هند | انتخابی بازی‌های المپیک ۱۹۶۴ |
| ۳                          | ایران | ۳–۱        | هند | بازی‌های آسیایی ۱۹۶۶         |
| ۴                          | ایران | ۱–۳        | هند | قهرمانی آسیا ۱۹۷۹           |
| ۵                          | ایران | ۰–۳        | هند | قهرمانی آسیا ۱۹۸۷           |
| ۶                          | ایران | ۰–۳        | هند | قهرمانی آسیا ۱۹۸۹           |
| ۷                          | ایران | ۳–۲        | هند | قهرمانی آسیا ۲۰۰۱           |
| ۸                          | ایران | ۳–۲        | هند | بازی‌های آسیایی ۲۰۰۲         |
| ۹                          | ایران | ۳–۲        | هند | قهرمانی آسیا ۲۰۰۳           |
| ۱۰                         | ایران | ۳–۱        | هند | قهرمانی آسیای مرکزی ۲۰۰۷    |
| ۱۱                         | ایران | ۳–۱        | هند | انتخابی قهرمانی جهان ۲۰۱۰   |
| ۱۲                         | ایران | ۳–۲        | هند | کاپ آسیا ۲۰۱۰               |
| ۱۳                         | ایران | ۳–۲        | هند | کاپ آسیا ۲۰۱۰               |
| ۱۴                         | ایران | ۳–۱        | هند | قهرمانی آسیای مرکزی ۲۰۱۰    |
| ۱۵                         | ایران | ۳–۰        | هند | قهرمانی آسیای مرکزی ۲۰۱۰    |
| ۱۶                         | ایران | ۳–۰        | هند | قهرمانی آسیا ۲۰۱۱           |
| ۱۷                         | ایران | ۳–۱        | هند | کاپ آسیا ۲۰۱۲               |
| ۱۸                         | ایران | ۳–۰        | هند | کاپ آسیا ۲۰۱۲               |
| ۱۹                         | ایران | ۱–۳        | هند | کاپ آسیا ۲۰۱۴               |
| ۲۰                         | ایران | ۳–۰        | هند | بازی‌های آسیایی ۲۰۱۴         |
| ۲۱                         | ایران | ۳–۰        | هند | قهرمانی آسیا ۲۰۱۹           |
| برد ایران: ۱۶ / برد هند: ۵ |       |            |     |                             |

### هنگ کنگ
| #                             | تیم   | نتیجه بازی | تیم     | عنوان مسابقات       |
| ----------------------------- | ----- | ---------- | ------- | ------------------- |
| ۱                             | ایران | ۳–۰        | هنگ کنگ | بازی‌های آسیایی ۱۹۵۸ |
| ۲                             | ایران | ۳–۰        | هنگ کنگ | قهرمانی آسیا ۲۰۰۱   |
| ۳                             | ایران | ۳–۰        | هنگ کنگ | قهرمانی آسیا ۲۰۰۹   |
| ۴                             | ایران | ۳–۰        | هنگ کنگ | بازی‌های آسیایی ۲۰۱۴ |
| ۵                             | ایران | ۳–۰        | هنگ کنگ | قهرمانی آسیا ۲۰۲۱   |
| ۶                             | ایران | ۳–۰        | هنگ کنگ | قهرمانی آسیا ۲۰۲۳   |
| برد ایران: ۶ / برد هنگ کنگ: ۰ |       |            |         |                     |

### یمن
| #                         | تیم   | نتیجه بازی | تیم | عنوان مسابقات         |
| ------------------------- | ----- | ---------- | --- | --------------------- |
| ۱                         | ایران | ۳–۰        | یمن | بازی‌های غرب آسیا ۲۰۰۵ |
| برد ایران: ۱ / برد یمن: ۰ |       |            |     |                       |

### یمن جنوبی
| #                               | تیم   | نتیجه بازی | تیم       | عنوان مسابقات     |
| ------------------------------- | ----- | ---------- | --------- | ----------------- |
| ۱                               | ایران | ۳–۰        | یمن جنوبی | قهرمانی آسیا ۱۹۷۹ |
| ۲                               | ایران | ۳–؟        | یمن جنوبی | قهرمانی آسیا ۱۹۸۷ |
| برد ایران: ۲ / برد یمن جنوبی: ۰ |       |            |           |                   |

## آفریقا
ایران تاکنون با ۶ کشور این منطقه مسابقات رسمی برگزار کرده که نتایج آن به این ترتیب است:

### الجزایر
| #                             | تیم   | نتیجه بازی | تیم     | عنوان مسابقات               |
| ----------------------------- | ----- | ---------- | ------- | --------------------------- |
| ۱                             | ایران | ۰–۳        | الجزایر | جام جهانی ۱۹۹۱              |
| ۲                             | ایران | ۳–۰        | الجزایر | انتخابی بازی‌های المپیک ۲۰۰۴ |
| ۳                             | ایران | ۳–۰        | الجزایر | بازی‌های همبستگی اسلامی ۲۰۰۵ |
| ۴                             | ایران | ۲–۳        | الجزایر | انتخابی بازی‌های المپیک ۲۰۰۸ |
| ۵                             | ایران | ۳–۱        | الجزایر | بازی‌های همبستگی اسلامی ۲۰۱۷ |
| برد ایران: ۳ / برد الجزایر: ۲ |       |            |         |                             |

### تونس
| #                          | تیم   | نتیجه بازی | تیم  | عنوان مسابقات     |
| -------------------------- | ----- | ---------- | ---- | ----------------- |
| ۱                          | ایران | ۳–۰        | تونس | قهرمانی جهان ۱۹۷۰ |
| ۲                          | ایران | ۱–۳        | تونس | جام جهانی ۱۹۹۱    |
| ۳                          | ایران | ۳–۱        | تونس | جام جهانی ۲۰۱۵    |
| ۴                          | ایران | ۳–۰        | تونس | جام جهانی ۲۰۱۹    |
| برد ایران: ۳ / برد تونس: ۱ |       |            |      |                   |

### کامرون
| #                            | تیم   | نتیجه بازی | تیم    | عنوان مسابقات               |
| ---------------------------- | ----- | ---------- | ------ | --------------------------- |
| ۱                            | ایران | ۳–۰        | کامرون | بازی‌های همبستگی اسلامی ۲۰۱۳ |
| ۲                            | ایران | ۳–۱        | کامرون | بازی‌های همبستگی اسلامی ۲۰۲۱ |
| برد ایران: ۲ / برد کامرون: ۰ |       |            |        |                             |

### گینه
| #                          | تیم   | نتیجه بازی | تیم  | عنوان مسابقات     |
| -------------------------- | ----- | ---------- | ---- | ----------------- |
| ۱                          | ایران | ۳–۲        | گینه | قهرمانی جهان ۱۹۷۰ |
| برد ایران: ۱ / برد گینه: ۰ |       |            |      |                   |

### مراکش
| #                           | تیم   | نتیجه بازی | تیم   | عنوان مسابقات               |
| --------------------------- | ----- | ---------- | ----- | --------------------------- |
| ۱                           | ایران | ۳–۰        | مراکش | بازی‌های همبستگی اسلامی ۲۰۱۷ |
| برد ایران: ۱ / برد مراکش: ۰ |       |            |       |                             |

### مصر[۱۸]
| #                         | تیم   | نتیجه بازی | تیم | عنوان مسابقات               |
| ------------------------- | ----- | ---------- | --- | --------------------------- |
| ۱                         | ایران | ۳–۲        | مصر | بازی‌های همبستگی اسلامی ۲۰۰۵ |
| ۲                         | ایران | ۰–۳        | مصر | انتخابی لیگ جهانی ۲۰۱۰      |
| ۳                         | ایران | ۰–۳        | مصر | انتخابی لیگ جهانی ۲۰۱۰      |
| ۴                         | ایران | ۳–۲        | مصر | جام قهرمانان بزرگ جهان ۲۰۰۹ |
| ۵                         | ایران | ۰–۳        | مصر | قهرمانی جهان ۲۰۱۰           |
| ۶                         | ایران | ۳–۰        | مصر | جام جهانی ۲۰۱۱              |
| ۷                         | ایران | ۳–۰        | مصر | انتخابی لیگ جهانی ۲۰۱۳      |
| ۸                         | ایران | ۳–۱        | مصر | انتخابی لیگ جهانی ۲۰۱۳      |
| ۹                         | ایران | ۳–۱        | مصر | بازی‌های همبستگی اسلامی ۲۰۱۳ |
| ۱۰                        | ایران | ۳–۰        | مصر | جام جهانی ۲۰۱۵              |
| ۱۱                        | ایران | ۳–۰        | مصر | بازی‌های المپیک ۲۰۱۶         |
| ۱۲                        | ایران | ۱–۳        | مصر | جام جهانی ۲۰۱۹              |
| ۱۳                        | ایران | ۳–۱        | مصر | قهرمانی جهان ۲۰۲۲           |
| برد ایران: ۹ / برد مصر: ۴ |       |            |     |                             |

## آمریکای جنوبی
ایران تاکنون با ۴ کشور این منطقه مسابقات رسمی برگزار کرده است که نتایج آن به این ترتیب است:

### آرژانتین[۱۹]
| #                               | تیم   | نتیجه بازی | تیم      | عنوان مسابقات               |
| ------------------------------- | ----- | ---------- | -------- | --------------------------- |
| ۱                               | ایران | ۰–۳        | آرژانتین | قهرمانی جهان ۱۹۹۸           |
| ۲                               | ایران | ۱–۳        | آرژانتین | انتخابی بازی‌های المپیک ۲۰۰۸ |
| ۳                               | ایران | ۳–۲        | آرژانتین | جام جهانی ۲۰۱۱              |
| ۴                               | ایران | ۳–۰        | آرژانتین | قهرمانی جهان ۲۰۱۴           |
| ۵                               | ایران | ۱–۳        | آرژانتین | جام جهانی ۲۰۱۵              |
| ۶                               | ایران | ۳–۲        | آرژانتین | لیگ جهانی ۲۰۱۶              |
| ۷                               | ایران | ۳–۲        | آرژانتین | لیگ جهانی ۲۰۱۶              |
| ۸                               | ایران | ۰–۳        | آرژانتین | بازی‌های المپیک ۲۰۱۶         |
| ۹                               | ایران | ۳–۲        | آرژانتین | لیگ جهانی ۲۰۱۷              |
| ۱۰                              | ایران | ۳–۲        | آرژانتین | لیگ ملت‌ها ۲۰۱۸              |
| ۱۱                              | ایران | ۳–۱        | آرژانتین | لیگ ملت‌ها ۲۰۱۹              |
| ۱۲                              | ایران | ۳–۲        | آرژانتین | جام جهانی ۲۰۱۹              |
| ۱۳                              | ایران | ۱–۳        | آرژانتین | لیگ ملت‌ها ۲۰۲۱              |
| ۱۴                              | ایران | ۳–۲        | آرژانتین | قهرمانی جهان ۲۰۲۲           |
| ۱۵                              | ایران | ۲–۳        | آرژانتین | لیگ ملت‌ها ۲۰۲۳              |
| ۱۶                              | ایران | ۲–۳        | آرژانتین | لیگ ملت‌ها ۲۰۲۴              |
| ۱۷                              | ایران | ۳–۱        | آرژانتین | لیگ ملت‌ها ۲۰۲۵              |
| برد ایران: ۱۰ / برد آرژانتین: ۷ |       |            |          |                             |

### برزیل[۲۰]
| #                            | تیم   | نتیجه بازی | تیم   | عنوان مسابقات               |
| ---------------------------- | ----- | ---------- | ----- | --------------------------- |
| ۱                            | ایران | ۰–۳        | برزیل | جام جهانی ۱۹۹۱              |
| ۲                            | ایران | ۱–۳        | برزیل | جام قهرمانان بزرگ جهان ۲۰۰۹ |
| ۳                            | ایران | ۰–۳        | برزیل | جام جهانی ۲۰۱۱              |
| ۴                            | ایران | ۱–۳        | برزیل | جام قهرمانان بزرگ جهان ۲۰۱۳ |
| ۵                            | ایران | ۲–۳        | برزیل | لیگ جهانی ۲۰۱۴              |
| ۶                            | ایران | ۳–۰        | برزیل | لیگ جهانی ۲۰۱۴              |
| ۷                            | ایران | ۳–۲        | برزیل | لیگ جهانی ۲۰۱۴              |
| ۸                            | ایران | ۲–۳        | برزیل | لیگ جهانی ۲۰۱۴              |
| ۹                            | ایران | ۳–۱        | برزیل | لیگ جهانی ۲۰۱۴              |
| ۱۰                           | ایران | ۰–۳        | برزیل | لیگ جهانی ۲۰۱۶              |
| ۱۱                           | ایران | ۱–۳        | برزیل | لیگ جهانی ۲۰۱۶              |
| ۱۲                           | ایران | ۱–۳        | برزیل | لیگ جهانی ۲۰۱۷              |
| ۱۳                           | ایران | ۰–۳        | برزیل | جام قهرمانان بزرگ جهان ۲۰۱۷ |
| ۱۴                           | ایران | ۲–۳        | برزیل | لیگ ملت‌ها ۲۰۱۸              |
| ۱۵                           | ایران | ۲–۳        | برزیل | لیگ ملت‌ها ۲۰۱۹              |
| ۱۶                           | ایران | ۲–۳        | برزیل | لیگ ملت‌ها ۲۰۱۹              |
| ۱۷                           | ایران | ۱–۳        | برزیل | جام جهانی ۲۰۱۹              |
| ۱۸                           | ایران | ۱–۳        | برزیل | لیگ ملت‌ها ۲۰۲۱              |
| ۱۹                           | ایران | ۰–۳        | برزیل | لیگ ملت‌ها ۲۰۲۲              |
| ۲۰                           | ایران | ۰–۳        | برزیل | قهرمانی جهان ۲۰۲۲           |
| ۲۱                           | ایران | ۰–۳        | برزیل | انتخابی بازی‌های المپیک ۲۰۲۴ |
| ۲۲                           | ایران | ۱–۳        | برزیل | لیگ ملت‌ها ۲۰۲۴              |
| ۲۳                           | ایران | ۰–۳        | برزیل | لیگ ملت‌ها ۲۰۲۵              |
| برد ایران: ۳ / برد برزیل: ۲۰ |       |            |       |                             |

### شیلی
| #                          | تیم   | نتیجه بازی | تیم  | عنوان مسابقات  |
| -------------------------- | ----- | ---------- | ---- | -------------- |
| ۱                          | ایران | ۳–۲        | شیلی | جام جهانی ۱۹۹۱ |
| برد ایران: ۱ / برد شیلی: ۰ |       |            |      |                |

### ونزوئلا
| #                             | تیم   | نتیجه بازی | تیم     | عنوان مسابقات               |
| ----------------------------- | ----- | ---------- | ------- | --------------------------- |
| ۱                             | ایران | ۳–۰        | ونزوئلا | قهرمانی جهان ۱۹۷۰           |
| ۲                             | ایران | ۱–۳        | ونزوئلا | قهرمانی جهان ۲۰۰۶           |
| ۳                             | ایران | ۳–۰        | ونزوئلا | انتخابی بازی‌های المپیک ۲۰۱۲ |
| ۴                             | ایران | ۳–۰        | ونزوئلا | جام جهانی ۲۰۱۵              |
| ۵                             | ایران | ۳–۲        | ونزوئلا | انتخابی بازی‌های المپیک ۲۰۱۶ |
| ۶                             | ایران | ۳–۰        | ونزوئلا | بازی‌های المپیک ۲۰۲۰         |
| برد ایران: ۵ / برد ونزوئلا: ۱ |       |            |         |                             |

## آمریکای شمالی، مرکزی و کارائیب
ایران تاکنون با ۵ کشور این منطقه مسابقات رسمی برگزار کرده است که نتایج آن به این ترتیب است:

### ایالات متحده آمریکا[۲۱]
| #                                          | تیم   | نتیجه بازی | تیم                 | عنوان مسابقات               |
| ------------------------------------------ | ----- | ---------- | ------------------- | --------------------------- |
| ۱                                          | ایران | ۲–۳        | ایالات متحده آمریکا | قهرمانی جهان ۱۹۷۰           |
| ۲                                          | ایران | ۰–۳        | ایالات متحده آمریکا | قهرمانی جهان ۲۰۰۶           |
| ۳                                          | ایران | ۰–۳        | ایالات متحده آمریکا | جام جهانی ۲۰۱۱              |
| ۴                                          | ایران | ۳–۲        | ایالات متحده آمریکا | جام قهرمانان بزرگ جهان ۲۰۱۳ |
| ۵                                          | ایران | ۰–۳        | ایالات متحده آمریکا | لیگ جهانی ۲۰۱۴              |
| ۶                                          | ایران | ۳–۲        | ایالات متحده آمریکا | قهرمانی جهان ۲۰۱۴           |
| ۷                                          | ایران | ۱–۳        | ایالات متحده آمریکا | لیگ جهانی ۲۰۱۵              |
| ۸                                          | ایران | ۱–۳        | ایالات متحده آمریکا | لیگ جهانی ۲۰۱۵              |
| ۹                                          | ایران | ۳–۰        | ایالات متحده آمریکا | لیگ جهانی ۲۰۱۵              |
| ۱۰                                         | ایران | ۳–۰        | ایالات متحده آمریکا | لیگ جهانی ۲۰۱۵              |
| ۱۱                                         | ایران | ۱–۳        | ایالات متحده آمریکا | جام جهانی ۲۰۱۵              |
| ۱۲                                         | ایران | ۱–۳        | ایالات متحده آمریکا | لیگ جهانی ۲۰۱۶              |
| ۱۳                                         | ایران | ۱–۳        | ایالات متحده آمریکا | لیگ جهانی ۲۰۱۷              |
| ۱۴                                         | ایران | ۳–۲        | ایالات متحده آمریکا | جام قهرمانان بزرگ جهان ۲۰۱۷ |
| ۱۵                                         | ایران | ۰–۳        | ایالات متحده آمریکا | لیگ ملت‌ها ۲۰۱۸              |
| ۱۶                                         | ایران | ۰–۳        | ایالات متحده آمریکا | قهرمانی جهان ۲۰۱۸           |
| ۱۷                                         | ایران | ۰–۳        | ایالات متحده آمریکا | لیگ ملت‌ها ۲۰۱۹              |
| ۱۸                                         | ایران | ۱–۳        | ایالات متحده آمریکا | جام جهانی ۲۰۱۹              |
| ۱۹                                         | ایران | ۳–۰        | ایالات متحده آمریکا | لیگ ملت‌ها ۲۰۲۱              |
| ۲۰                                         | ایران | ۳–۰        | ایالات متحده آمریکا | لیگ ملت‌ها ۲۰۲۲              |
| ۲۱                                         | ایران | ۰–۳        | ایالات متحده آمریکا | لیگ ملت‌ها ۲۰۲۳              |
| ۲۲                                         | ایران | ۳–۲        | ایالات متحده آمریکا | لیگ ملت‌ها ۲۰۲۴              |
| ۲۳                                         | ایران | ۲–۳        | ایالات متحده آمریکا | لیگ ملت‌ها ۲۰۲۵              |
| برد ایران: ۸ / برد ایالات متحده آمریکا: ۱۵ |       |            |                     |                             |

### پورتوریکو
| #                               | تیم   | نتیجه بازی | تیم       | عنوان مسابقات               |
| ------------------------------- | ----- | ---------- | --------- | --------------------------- |
| ۱                               | ایران | ۳–۱        | پورتوریکو | انتخابی بازی‌های المپیک ۲۰۱۲ |
| ۲                               | ایران | ۳–۰        | پورتوریکو | قهرمانی جهان ۲۰۱۴           |
| ۳                               | ایران | ۳–۰        | پورتوریکو | قهرمانی جهان ۲۰۱۸           |
| برد ایران: ۳ / برد پورتوریکو: ۰ |       |            |           |                             |

### کانادا[۲۲]
| #                            | تیم   | نتیجه بازی | تیم    | عنوان مسابقات               |
| ---------------------------- | ----- | ---------- | ------ | --------------------------- |
| ۱                            | ایران | ۰–۳        | کانادا | انتخابی بازی‌های المپیک ۲۰۰۴ |
| ۲                            | ایران | ۰–۳        | کانادا | جام جهانی ۲۰۱۵              |
| ۳                            | ایران | ۳–۲        | کانادا | انتخابی بازی‌های المپیک ۲۰۱۶ |
| ۴                            | ایران | ۱–۳        | کانادا | لیگ ملت‌ها ۲۰۱۸              |
| ۵                            | ایران | ۲–۳        | کانادا | قهرمانی جهان ۲۰۱۸           |
| ۶                            | ایران | ۳–۰        | کانادا | لیگ ملت‌ها ۲۰۱۹              |
| ۷                            | ایران | ۳–۱        | کانادا | جام جهانی ۲۰۱۹              |
| ۸                            | ایران | ۳–۱        | کانادا | لیگ ملت‌ها ۲۰۲۱              |
| ۹                            | ایران | ۰–۳        | کانادا | بازی‌های المپیک ۲۰۲۰         |
| ۱۰                           | ایران | ۳–۰        | کانادا | لیگ ملت‌ها ۲۰۲۲              |
| برد ایران: ۵ / برد کانادا: ۵ |       |            |        |                             |

### کوبا
| #                          | تیم   | نتیجه بازی | تیم  | عنوان مسابقات               |
| -------------------------- | ----- | ---------- | ---- | --------------------------- |
| ۱                          | ایران | ۰–۳        | کوبا | جام جهانی ۱۹۹۱              |
| ۲                          | ایران | ۰–۳        | کوبا | قهرمانی جهان ۱۹۹۸           |
| ۳                          | ایران | ۱–۳        | کوبا | جام قهرمانان بزرگ جهان ۲۰۰۹ |
| ۴                          | ایران | ۰–۳        | کوبا | جام جهانی ۲۰۱۱              |
| ۵                          | ایران | ۳–۲        | کوبا | لیگ جهانی ۲۰۱۳              |
| ۶                          | ایران | ۳–۱        | کوبا | لیگ جهانی ۲۰۱۳              |
| ۷                          | ایران | ۳–۰        | کوبا | بازی‌های المپیک ۲۰۱۶         |
| ۸                          | ایران | ۳–۱        | کوبا | قهرمانی جهان ۲۰۱۸           |
| ۹                          | ایران | ۳–۲        | کوبا | انتخابی بازی‌های المپیک ۲۰۲۰ |
| ۱۰                         | ایران | ۲–۳        | کوبا | لیگ ملت‌ها ۲۰۲۳              |
| ۱۱                         | ایران | ۲–۳        | کوبا | انتخابی بازی‌های المپیک ۲۰۲۴ |
| ۱۲                         | ایران | ۱–۳        | کوبا | لیگ ملت‌ها ۲۰۲۴              |
| برد ایران: ۵ / برد کوبا: ۷ |       |            |      |                             |

### مکزیک
| #                           | تیم   | نتیجه بازی | تیم   | عنوان مسابقات               |
| --------------------------- | ----- | ---------- | ----- | --------------------------- |
| ۱                           | ایران | ۱–۳        | مکزیک | جام جهانی ۱۹۹۱              |
| ۲                           | ایران | ۳–۰        | مکزیک | انتخابی بازی‌های المپیک ۲۰۲۰ |
| برد ایران: ۱ / برد مکزیک: ۱ |       |            |       |                             |

## اروپا
ایران تاکنون با ۱۷ کشور این منطقه مسابقات رسمی برگزار کرده است که نتایج آن به این ترتیب است:

### آذربایجان
| #                               | تیم   | نتیجه | تیم       | عنوان مسابقات               |
| ------------------------------- | ----- | ----- | --------- | --------------------------- |
| ۱                               | ایران | ۳–۰   | آذربایجان | بازی‌های همبستگی اسلامی ۲۰۰۵ |
| ۲                               | ایران | ۳–۰   | آذربایجان | بازی‌های همبستگی اسلامی ۲۰۱۷ |
| ۳                               | ایران | ۳–۰   | آذربایجان | بازی‌های همبستگی اسلامی ۲۰۲۱ |
| برد ایران: ۳ / برد آذربایجان: ۰ |       |       |           |                             |

### آلمان[۲۳]
| #                           | تیم   | نتیجه | تیم   | عنوان مسابقات               |
| --------------------------- | ----- | ----- | ----- | --------------------------- |
| ۱                           | ایران | ۰–۳   | آلمان | جام جهانی ۱۹۹۱              |
| ۲                           | ایران | ۳–۰   | آلمان | لیگ جهانی ۲۰۱۳              |
| ۳                           | ایران | ۰–۳   | آلمان | لیگ جهانی ۲۰۱۳              |
| ۴                           | ایران | ۰–۳   | آلمان | قهرمانی جهان ۲۰۱۴           |
| ۵                           | ایران | ۳–۲   | آلمان | لیگ ملت‌ها ۲۰۱۸              |
| ۶                           | ایران | ۳–۰   | آلمان | لیگ ملت‌ها ۲۰۱۹              |
| ۷                           | ایران | ۲–۳   | آلمان | لیگ ملت‌ها ۲۰۲۱              |
| ۸                           | ایران | ۳–۰   | آلمان | لیگ ملت‌ها ۲۰۲۳              |
| ۹                           | ایران | ۱–۳   | آلمان | انتخابی بازی‌های المپیک ۲۰۲۴ |
| ۱۰                          | ایران | ۰–۳   | آلمان | لیگ ملت‌ها ۲۰۲۴              |
| ۱۱                          | ایران | ۱–۳   | آلمان | لیگ ملت‌ها ۲۰۲۵              |
| برد ایران: ۴ / برد آلمان: ۷ |       |       |       |                             |

### اسرائیل
| #                             | تیم   | نتیجه | تیم     | عنوان مسابقات               |
| ----------------------------- | ----- | ----- | ------- | --------------------------- |
| ۱                             | ایران | ۲–۳   | اسرائیل | انتخابی بازی‌های المپیک ۱۹۶۴ |
| ۲                             | ایران | ۰–۳   | اسرائیل | قهرمانی جهان ۱۹۷۰           |
| برد ایران: ۰ / برد اسرائیل: ۲ |       |       |         |                             |

### اسلوونی
| #                             | تیم   | نتیجه | تیم     | عنوان مسابقات  |
| ----------------------------- | ----- | ----- | ------- | -------------- |
| ۱                             | ایران | ۱–۳   | اسلوونی | لیگ ملت‌ها ۲۰۲۱ |
| ۲                             | ایران | ۳–۰   | اسلوونی | لیگ ملت‌ها ۲۰۲۲ |
| ۳                             | ایران | ۰–۳   | اسلوونی | لیگ ملت‌ها ۲۰۲۳ |
| ۴                             | ایران | ۲–۳   | اسلوونی | لیگ ملت‌ها ۲۰۲۵ |
| برد ایران: ۱ / برد اسلوونی: ۳ |       |       |         |                |

### اوکراین
| #                             | تیم   | نتیجه | تیم     | عنوان مسابقات               |
| ----------------------------- | ----- | ----- | ------- | --------------------------- |
| ۱                             | ایران | ۰–۳   | اوکراین | انتخابی بازی‌های المپیک ۲۰۲۴ |
| ۲                             | ایران | ۳–۲   | اوکراین | لیگ ملت‌ها ۲۰۲۵              |
| برد ایران: ۱ / برد اوکراین: ۱ |       |       |         |                             |

### ایتالیا[۲۴]
| #                              | تیم   | نتیجه بازی | تیم     | عنوان مسابقات               |
| ------------------------------ | ----- | ---------- | ------- | --------------------------- |
| ۱                              | ایران | ۰–۳        | ایتالیا | قهرمانی جهان ۱۹۷۰           |
| ۲                              | ایران | ۱–۳        | ایتالیا | قهرمانی جهان ۲۰۰۶           |
| ۳                              | ایران | ۰–۳        | ایتالیا | انتخابی بازی‌های المپیک ۲۰۰۸ |
| ۴                              | ایران | ۲–۳        | ایتالیا | قهرمانی جهان ۲۰۱۰           |
| ۵                              | ایران | ۱–۳        | ایتالیا | جام جهانی ۲۰۱۱              |
| ۶                              | ایران | ۳–۱        | ایتالیا | لیگ جهانی ۲۰۱۳              |
| ۷                              | ایران | ۲–۳        | ایتالیا | لیگ جهانی ۲۰۱۳              |
| ۸                              | ایران | ۳–۲        | ایتالیا | جام قهرمانان بزرگ جهان ۲۰۱۳ |
| ۹                              | ایران | ۰–۳        | ایتالیا | لیگ جهانی ۲۰۱۴              |
| ۱۰                             | ایران | ۰–۳        | ایتالیا | لیگ جهانی ۲۰۱۴              |
| ۱۱                             | ایران | ۳–۰        | ایتالیا | لیگ جهانی ۲۰۱۴              |
| ۱۲                             | ایران | ۳–۱        | ایتالیا | لیگ جهانی ۲۰۱۴              |
| ۱۳                             | ایران | ۰–۳        | ایتالیا | لیگ جهانی ۲۰۱۴              |
| ۱۴                             | ایران | ۳–۱        | ایتالیا | قهرمانی جهان ۲۰۱۴           |
| ۱۵                             | ایران | ۰–۳        | ایتالیا | جام جهانی ۲۰۱۵              |
| ۱۶                             | ایران | ۰–۳        | ایتالیا | لیگ جهانی ۲۰۱۶              |
| ۱۷                             | ایران | ۰–۳        | ایتالیا | بازی‌های المپیک ۲۰۱۶         |
| ۱۸                             | ایران | ۰–۳        | ایتالیا | لیگ جهانی ۲۰۱۷              |
| ۱۹                             | ایران | ۳–۲        | ایتالیا | جام قهرمانان بزرگ جهان ۲۰۱۷ |
| ۲۰                             | ایران | ۰–۳        | ایتالیا | لیگ ملت‌ها ۲۰۱۸              |
| ۲۱                             | ایران | ۳–۱        | ایتالیا | لیگ ملت‌ها ۲۰۱۹              |
| ۲۲                             | ایران | ۲–۳        | ایتالیا | جام جهانی ۲۰۱۹              |
| ۲۳                             | ایران | ۳–۱        | ایتالیا | لیگ ملت‌ها ۲۰۲۱              |
| ۲۴                             | ایران | ۱–۳        | ایتالیا | بازی‌های المپیک ۲۰۲۰         |
| ۲۵                             | ایران | ۱–۳        | ایتالیا | لیگ ملت‌ها ۲۰۲۲              |
| ۲۶                             | ایران | ۰–۳        | ایتالیا | لیگ ملت‌ها ۲۰۲۳              |
| ۲۷                             | ایران | ۰–۳        | ایتالیا | انتخابی بازی‌های المپیک ۲۰۲۴ |
| ۲۸                             | ایران | ۰–۳        | ایتالیا | لیگ ملت‌ها ۲۰۲۴              |
| برد ایران: ۸ / برد ایتالیا: ۲۰ |       |            |         |                             |

### بلژیک
| #                           | تیم   | نتیجه | تیم   | عنوان مسابقات     |
| --------------------------- | ----- | ----- | ----- | ----------------- |
| ۱                           | ایران | ۰–۳   | بلژیک | قهرمانی جهان ۱۹۷۰ |
| ۲                           | ایران | ۳–۱   | بلژیک | قهرمانی جهان ۲۰۱۴ |
| ۳                           | ایران | ۳–۲   | بلژیک | لیگ جهانی ۲۰۱۷    |
| برد ایران: ۲ / برد بلژیک: ۱ |       |       |       |                   |

### بلغارستان[۲۵]
| #                               | تیم   | نتیجه | تیم       | عنوان مسابقات     |
| ------------------------------- | ----- | ----- | --------- | ----------------- |
| ۱                               | ایران | ۰–۳   | بلغارستان | قهرمانی جهان ۱۹۷۰ |
| ۲                               | ایران | ۰–۳   | بلغارستان | قهرمانی جهان ۲۰۰۶ |
| ۳                               | ایران | ۳–۱   | بلغارستان | لیگ جهانی ۲۰۱۶    |
| ۴                               | ایران | ۳–۱   | بلغارستان | لیگ ملت‌ها ۲۰۱۸    |
| ۵                               | ایران | ۳–۱   | بلغارستان | قهرمانی جهان ۲۰۱۸ |
| ۶                               | ایران | ۰–۳   | بلغارستان | قهرمانی جهان ۲۰۱۸ |
| ۷                               | ایران | ۳–۰   | بلغارستان | لیگ ملت‌ها ۲۰۱۹    |
| ۸                               | ایران | ۳–۰   | بلغارستان | لیگ ملت‌ها ۲۰۲۱    |
| ۹                               | ایران | ۰–۳   | بلغارستان | لیگ ملت‌ها ۲۰۲۲    |
| ۱۰                              | ایران | ۲–۳   | بلغارستان | لیگ ملت‌ها ۲۰۲۳    |
| ۱۱                              | ایران | ۲–۳   | بلغارستان | لیگ ملت‌ها ۲۰۲۴    |
| ۱۲                              | ایران | ۳–۰   | بلغارستان | لیگ ملت‌ها ۲۰۲۵    |
| برد ایران: ۶ / برد بلغارستان: ۶ |       |       |           |                   |

### پرتغال
| #                            | تیم   | نتیجه | تیم    | عنوان مسابقات  |
| ---------------------------- | ----- | ----- | ------ | -------------- |
| ۱                            | ایران | ۳–۱   | پرتغال | لیگ ملت‌ها ۲۰۱۹ |
| برد ایران: ۱ / برد پرتغال: ۰ |       |       |        |                |

### ترکیه
| #                           | تیم   | نتیجه | تیم   | عنوان مسابقات               |
| --------------------------- | ----- | ----- | ----- | --------------------------- |
| ۱                           | ایران | ۳–۱   | ترکیه | بازی‌های همبستگی اسلامی ۲۰۱۳ |
| ۲                           | ایران | ۳–۲   | ترکیه | بازی‌های همبستگی اسلامی ۲۰۱۷ |
| ۳                           | ایران | ۲–۳   | ترکیه | بازی‌های همبستگی اسلامی ۲۰۲۱ |
| ۴                           | ایران | ۱–۳   | ترکیه | لیگ ملت‌ها ۲۰۲۴              |
| برد ایران: ۲ / برد ترکیه: ۲ |       |       |       |                             |

### جمهوری چک
| #                               | تیم   | نتیجه | تیم       | عنوان مسابقات               |
| ------------------------------- | ----- | ----- | --------- | --------------------------- |
| ۱                               | ایران | ۰–۳   | جمهوری چک | قهرمانی جهان ۲۰۰۶           |
| ۲                               | ایران | ۱–۳   | جمهوری چک | انتخابی بازی‌های المپیک ۲۰۲۴ |
| برد ایران: ۰ / برد جمهوری چک: ۲ |       |       |           |                             |

### روسیه[۲۶]
| #                            | تیم   | نتیجه | تیم   | عنوان مسابقات               |
| ---------------------------- | ----- | ----- | ----- | --------------------------- |
| ۱                            | ایران | ۰–۳   | روسیه | جام جهانی ۲۰۱۱              |
| ۲                            | ایران | ۰–۳   | روسیه | لیگ جهانی ۲۰۱۳              |
| ۳                            | ایران | ۱–۳   | روسیه | لیگ جهانی ۲۰۱۳              |
| ۴                            | ایران | ۰–۳   | روسیه | جام قهرمانان بزرگ جهان ۲۰۱۳ |
| ۵                            | ایران | ۲–۳   | روسیه | لیگ جهانی ۲۰۱۴              |
| ۶                            | ایران | ۰–۳   | روسیه | قهرمانی جهان ۲۰۱۴           |
| ۷                            | ایران | ۳–۱   | روسیه | لیگ جهانی ۲۰۱۵              |
| ۸                            | ایران | ۳–۰   | روسیه | لیگ جهانی ۲۰۱۵              |
| ۹                            | ایران | ۳–۰   | روسیه | لیگ جهانی ۲۰۱۵              |
| ۱۰                           | ایران | ۱–۳   | روسیه | لیگ جهانی ۲۰۱۵              |
| ۱۱                           | ایران | ۰–۳   | روسیه | جام جهانی ۲۰۱۵              |
| ۱۲                           | ایران | ۰–۳   | روسیه | بازی‌های المپیک ۲۰۱۶         |
| ۱۳                           | ایران | ۰–۳   | روسیه | لیگ جهانی ۲۰۱۷              |
| ۱۴                           | ایران | ۱–۳   | روسیه | لیگ ملت‌ها ۲۰۱۸              |
| ۱۵                           | ایران | ۳–۰   | روسیه | لیگ ملت‌ها ۲۰۱۹              |
| ۱۶                           | ایران | ۰–۳   | روسیه | انتخابی بازی‌های المپیک ۲۰۲۰ |
| ۱۷                           | ایران | ۱–۳   | روسیه | جام جهانی ۲۰۱۹              |
| ۱۸                           | ایران | ۱–۳   | روسیه | لیگ ملت‌ها ۲۰۲۱              |
| برد ایران: ۴ / برد روسیه: ۱۴ |       |       |       |                             |

### صربستان[۲۷]
| #                             | تیم   | نتیجه | تیم      | عنوان مسابقات               |
| ----------------------------- | ----- | ----- | -------- | --------------------------- |
| ۱                             | ایران | ۲–۳   | یوگسلاوی | قهرمانی جهان ۱۹۷۰           |
| ۲                             | ایران | ۳–۲   | صربستان  | جام جهانی ۲۰۱۱              |
| ۳                             | ایران | ۰–۳   | صربستان  | انتخابی بازی‌های المپیک ۲۰۱۲ |
| ۴                             | ایران | ۲–۳   | صربستان  | لیگ جهانی ۲۰۱۳              |
| ۵                             | ایران | ۳–۲   | صربستان  | لیگ جهانی ۲۰۱۳              |
| ۶                             | ایران | ۳–۱   | صربستان  | قهرمانی جهان ۲۰۱۴           |
| ۷                             | ایران | ۱–۳   | صربستان  | لیگ جهانی ۲۰۱۶              |
| ۸                             | ایران | ۳–۲   | صربستان  | لیگ جهانی ۲۰۱۶              |
| ۹                             | ایران | ۱–۳   | صربستان  | لیگ جهانی ۲۰۱۷              |
| ۱۰                            | ایران | ۲–۳   | صربستان  | لیگ ملت‌ها ۲۰۱۸              |
| ۱۱                            | ایران | ۳–۱   | صربستان  | لیگ ملت‌ها ۲۰۱۹              |
| ۱۲                            | ایران | ۲–۳   | صربستان  | لیگ ملت‌ها ۲۰۲۱              |
| ۱۳                            | ایران | ۳–۰   | صربستان  | لیگ ملت‌ها ۲۰۲۲              |
| ۱۴                            | ایران | ۰–۳   | صربستان  | لیگ ملت‌ها ۲۰۲۴              |
| ۱۵                            | ایران | ۳–۱   | صربستان  | لیگ ملت‌ها ۲۰۲۵              |
| برد ایران: ۷ / برد صربستان: ۸ |       |       |          |                             |

### فرانسه[۲۸]
| #                             | تیم   | نتیجه | تیم    | عنوان مسابقات               |
| ----------------------------- | ----- | ----- | ------ | --------------------------- |
| ۱                             | ایران | ۰–۳   | فرانسه | قهرمانی جهان ۱۹۷۰           |
| ۲                             | ایران | ۰–۳   | فرانسه | انتخابی بازی‌های المپیک ۲۰۰۴ |
| ۳                             | ایران | ۱–۳   | فرانسه | قهرمانی جهان ۲۰۱۴           |
| ۴                             | ایران | ۲–۳   | فرانسه | قهرمانی جهان ۲۰۱۴           |
| ۵                             | ایران | ۰–۳   | فرانسه | انتخابی بازی‌های المپیک ۲۰۱۶ |
| ۶                             | ایران | ۳–۲   | فرانسه | جام قهرمانان بزرگ جهان ۲۰۱۷ |
| ۷                             | ایران | ۱–۳   | فرانسه | لیگ ملت‌ها ۲۰۱۸              |
| ۸                             | ایران | ۰–۳   | فرانسه | لیگ ملت‌ها ۲۰۱۹              |
| ۹                             | ایران | ۰–۳   | فرانسه | لیگ ملت‌ها ۲۰۲۱              |
| ۱۰                            | ایران | ۰–۳   | فرانسه | لیگ ملت‌ها ۲۰۲۳              |
| ۱۱                            | ایران | ۰–۳   | فرانسه | لیگ ملت‌ها ۲۰۲۴              |
| ۱۲                            | ایران | ۰–۳   | فرانسه | لیگ ملت‌ها ۲۰۲۵              |
| برد ایران: ۱ / برد فرانسه: ۱۱ |       |       |        |                             |

### فنلاند
| #                            | تیم   | نتیجه | تیم    | عنوان مسابقات     |
| ---------------------------- | ----- | ----- | ------ | ----------------- |
| ۱                            | ایران | ۳–۱   | فنلاند | قهرمانی جهان ۱۹۷۰ |
| ۲                            | ایران | ۳–۲   | فنلاند | قهرمانی جهان ۲۰۱۸ |
| برد ایران: ۲ / برد فنلاند: ۰ |       |       |        |                   |

### لهستان[۲۹]
تورنمنت‌های رسمی

| #                              | تیم   | نتیجه بازی | تیم    | عنوان مسابقات               |
| ------------------------------ | ----- | ---------- | ------ | --------------------------- |
| ۱                              | ایران | ۰–۳        | لهستان | قهرمانی جهان ۱۹۹۸           |
| ۲                              | ایران | ۱–۳        | لهستان | جام قهرمانان بزرگ جهان ۲۰۰۹ |
| ۳                              | ایران | ۳–۲        | لهستان | جام جهانی ۲۰۱۱              |
| ۴                              | ایران | ۳–۱        | لهستان | لیگ جهانی ۲۰۱۴              |
| ۵                              | ایران | ۳–۰        | لهستان | لیگ جهانی ۲۰۱۴              |
| ۶                              | ایران | ۱–۳        | لهستان | لیگ جهانی ۲۰۱۴              |
| ۷                              | ایران | ۰–۳        | لهستان | لیگ جهانی ۲۰۱۴              |
| ۸                              | ایران | ۲–۳        | لهستان | قهرمانی جهان ۲۰۱۴           |
| ۹                              | ایران | ۱–۳        | لهستان | لیگ جهانی ۲۰۱۵              |
| ۱۰                             | ایران | ۲–۳        | لهستان | لیگ جهانی ۲۰۱۵              |
| ۱۱                             | ایران | ۳–۲        | لهستان | لیگ جهانی ۲۰۱۵              |
| ۱۲                             | ایران | ۱–۳        | لهستان | لیگ جهانی ۲۰۱۵              |
| ۱۳                             | ایران | ۲–۳        | لهستان | جام جهانی ۲۰۱۵              |
| ۱۴                             | ایران | ۳–۱        | لهستان | انتخابی بازی‌های المپیک ۲۰۱۶ |
| ۱۵                             | ایران | ۲–۳        | لهستان | بازی‌های المپیک ۲۰۱۶         |
| ۱۶                             | ایران | ۳–۱        | لهستان | لیگ جهانی ۲۰۱۷              |
| ۱۷                             | ایران | ۰–۳        | لهستان | لیگ جهانی ۲۰۱۷              |
| ۱۸                             | ایران | ۳–۰        | لهستان | لیگ ملت‌ها ۲۰۱۸              |
| ۱۹                             | ایران | ۰–۳        | لهستان | قهرمانی جهان ۲۰۱۸           |
| ۲۰                             | ایران | ۳–۲        | لهستان | لیگ ملت‌ها ۲۰۱۹              |
| ۲۱                             | ایران | ۱–۳        | لهستان | لیگ ملت‌ها ۲۰۱۹              |
| ۲۲                             | ایران | ۰–۳        | لهستان | جام جهانی ۲۰۱۹              |
| ۲۳                             | ایران | ۰–۳        | لهستان | لیگ ملت‌ها ۲۰۲۱              |
| ۲۴                             | ایران | ۳–۲        | لهستان | بازی‌های المپیک ۲۰۲۰         |
| ۲۵                             | ایران | ۳–۲        | لهستان | لیگ ملت‌ها ۲۰۲۲              |
| ۲۶                             | ایران | ۲–۳        | لهستان | لیگ ملت‌ها ۲۰۲۲              |
| ۲۷                             | ایران | ۲–۳        | لهستان | لیگ ملت‌ها ۲۰۲۳              |
| ۲۸                             | ایران | ۲–۳        | لهستان | لیگ ملت‌ها ۲۰۲۵              |
| برد ایران: ۱۰ / برد لهستان: ۱۸ |       |            |        |                             |

تورنمنت‌های غیررسمی

ایران ۰–۳ لهستان / جام واگنر ۲۰۱۲

ایران ۱–۳ لهستان / جام واگنر ۲۰۱۵

ایران ۰–۳ لهستان / جام واگنر ۲۰۲۲

### هلند
| #                          | تیم   | نتیجه | تیم  | عنوان مسابقات     |
| -------------------------- | ----- | ----- | ---- | ----------------- |
| ۱                          | ایران | ۳–۰   | هلند | لیگ ملت‌ها ۲۰۲۱    |
| ۲                          | ایران | ۰–۳   | هلند | لیگ ملت‌ها ۲۰۲۲    |
| ۳                          | ایران | ۱–۳   | هلند | قهرمانی جهان ۲۰۲۲ |
| ۴                          | ایران | ۲–۳   | هلند | لیگ ملت‌ها ۲۰۲۳    |
| ۵                          | ایران | ۳–۲   | هلند | لیگ ملت‌ها ۲۰۲۴    |
| ۶                          | ایران | ۳–۲   | هلند | لیگ ملت‌ها ۲۰۲۵    |
| برد ایران: ۳ / برد هلند: ۳ |       |       |      |                   |

## آمار
تا تاریخ ۲۰ ژوئیه ۲۰۲۵ پس از بازی با  بلغارستان
| حریف       | بازی | برد | باخت | ست (بردِ) | ست (باختِ) | امتیاز |
| ---------- | ---- | --- | ---- | -------- | --------- | ------ |
| ازبکستان   | ۲    | ۲   | –    | ۶        | –         | ۶      |
| استرالیا   | ۳۰   | ۲۳  | ۷    | ۷۵       | ۳۶        | ۶۸     |
| افغانستان  | ۲    | ۲   | –    | ۶        | –         | ۶      |
| امارات     | ۱    | ۱   | –    | ۳        | –         | ۳      |
| اندونزی    | ۸    | ۷   | ۱    | ۲۳       | ۶         | ۲۱     |
| بحرین      | ۵    | ۴   | ۱    | ۱۳       | ۶         | ۱۲     |
| بنگلادش    | ۱    | ۱   | –    | ۳        | –         | ۳      |
| پاکستان    | ۲۷   | ۲۴  | ۳    | ۷۵       | ۲۳        | ۶۹     |
| تایلند     | ۱۷   | ۱۶  | ۱    | ۵۰       | ۱۲        | ۴۷     |
| ترکمنستان  | ۴    | ۳   | ۱    | ۱۱       | ۳         | ۱۰     |
| چین        | ۴۵   | ۲۸  | ۱۷   | ۹۱       | ۷۴        | ۷۵     |
| تایوان     | ۲۰   | ۱۷  | ۳    | ۵۳       | ۱۸        | ۴۹     |
| ژاپن       | ۴۹   | ۲۲  | ۲۷   | ۸۲       | ۹۶        | ۶۶     |
| سری‌لانکا   | ۷    | ۷   | –    | ۲۱       | ۱         | ۲۱     |
| سنگاپور    | ۱    | ۱   | –    | ۳        | –         | ۳      |
| عراق       | ۸    | ۴   | ۴    | ۱۶       | ۱۳        | ۱۳     |
| عربستان    | ۴    | ۴   | –    | ۱۲       | ۱         | ۱۲     |
| عمان       | ۲    | ۲   | –    | ۶        | –         | ۶      |
| فلسطین     | ۱    | ۱   | –    | ۳        | –         | ۳      |
| فیلیپین    | ۳    | ۳   | –    | ۹        | ۲         | ۸      |
| قرقیزستان  | ۱    | ۱   | –    | ۳        | ۱         | ۳      |
| قزاقستان   | ۱۳   | ۸   | ۵    | ۲۸       | ۱۸        | ۲۲     |
| قطر        | ۱۹   | ۱۷  | ۲    | ۵۵       | ۱۰        | ۵۵     |
| کامبوج     | ۱    | –   | ۱    | ۲        | ۳         | ۱      |
| کره جنوبی  | ۳۷   | ۱۶  | ۲۱   | ۵۴       | ۷۶        | ۴۴     |
| کره شمالی  | ۱    | –   | ۱    | –        | ۳         | –      |
| کویت       | ۸    | ۸   | –    | ۲۴       | ۱         | ۲۴     |
| لبنان      | ۱    | ۱   | –    | ۳        | –         | ۳      |
| ماکائو     | ۱    | ۱   | –    | ۳        | –         | ۳      |
| مالدیو     | ۲    | ۲   | –    | ۶        | –         | ۶      |
| مغولستان   | ۵    | ۵   | –    | ۱۵       | –         | ۱۵     |
| میانمار    | ۱    | ۱   | –    | ۳        | –         | ۳      |
| نپال       | ۲    | ۲   | –    | ۶        | –         | ۶      |
| نیوزیلند   | ۳    | ۳   | –    | ۹        | ۲         | ۹      |
| ویتنام     | ۳    | ۳   | –    | ۹        | ۱         | ۹      |
| هند        | ۲۱   | ۱۶  | ۵    | ۵۲       | ۳۱        | ۴۵     |
| هنگ کنگ    | ۶    | ۶   | –    | ۱۸       | –         | ۱۸     |
| یمن        | ۱    | ۱   | –    | ۳        | –         | ۳      |
| یمن جنوبی  | ۲    | ۲   | –    | ۶        | –         | ۶      |
| الجزایر    | ۵    | ۳   | ۲    | ۱۱       | ۷         | ۱۰     |
| تونس       | ۴    | ۳   | ۱    | ۱۰       | ۴         | ۹      |
| کامرون     | ۲    | ۲   | –    | ۶        | ۱         | ۶      |
| گینه       | ۱    | ۱   | –    | ۳        | ۲         | ۱      |
| مراکش      | ۱    | ۱   | –    | ۳        | –         | ۳      |
| مصر        | ۱۳   | ۹   | ۴    | ۲۸       | ۱۹        | ۲۵     |
| آرژانتین   | ۱۷   | ۱۰  | ۷    | ۳۷       | ۳۷        | ۲۵     |
| برزیل      | ۲۳   | ۳   | ۲۰   | ۲۶       | ۶۳        | ۱۳     |
| شیلی       | ۱    | ۱   | –    | ۳        | ۲         | ۱      |
| ونزوئلا    | ۶    | ۵   | ۱    | ۱۶       | ۵         | ۱۴     |
| آمریکا     | ۲۳   | ۸   | ۱۵   | ۳۴       | ۵۳        | ۲۲     |
| پورتوریکو  | ۳    | ۳   | –    | ۹        | ۱         | ۹      |
| کانادا     | ۱۰   | ۵   | ۵    | ۱۸       | ۱۹        | ۱۵     |
| کوبا       | ۱۲   | ۵   | ۷    | ۲۱       | ۲۷        | ۱۵     |
| مکزیک      | ۲    | ۱   | ۱    | ۴        | ۳         | ۳      |
| آذربایجان  | ۳    | ۳   | –    | ۹        | –         | ۹      |
| آلمان      | ۱۱   | ۴   | ۷    | ۱۶       | ۲۳        | ۱۲     |
| اسرائیل    | ۲    | –   | ۲    | ۲        | ۶         | ۱      |
| اسلوونی    | ۴    | ۱   | ۳    | ۶        | ۹         | ۴      |
| اوکراین    | ۲    | ۱   | ۱    | ۳        | ۵         | ۲      |
| ایتالیا    | ۲۸   | ۸   | ۲۰   | ۳۴       | ۶۹        | ۲۵     |
| بلژیک      | ۳    | ۲   | ۱    | ۶        | ۶         | ۵      |
| بلغارستان  | ۱۲   | ۶   | ۶    | ۲۲       | ۲۱        | ۲۱     |
| پرتغال     | ۱    | ۱   | –    | ۳        | ۱         | ۳      |
| ترکیه      | ۴    | ۲   | ۲    | ۹        | ۹         | ۶      |
| چک         | ۲    | –   | ۲    | ۱        | ۶         | –      |
| روسیه      | ۱۸   | ۴   | ۱۴   | ۱۹       | ۴۳        | ۱۳     |
| صربستان    | ۱۵   | ۷   | ۸    | ۳۲       | ۳۳        | ۲۲     |
| فرانسه     | ۱۲   | ۱   | ۱۱   | ۷        | ۳۵        | ۳      |
| فنلاند     | ۲    | ۲   | –    | ۶        | ۳         | ۵      |
| لهستان     | ۲۸   | ۱۰  | ۱۸   | ۴۹       | ۶۷        | ۳۲     |
| هلند       | ۶    | ۳   | ۳    | ۱۲       | ۱۳        | ۸      |
| مجموع (۷۱) | ۶۴۱  | ۳۸۰ | ۲۶۱  | ۱۳۲۵     | ۱۰۲۹      | ۱۱۱۸   |